# Liste des poissons de Guyane
Voici les listes des espèces de poissons de mer et d'eau douce signalées en Guyane. Certaines espèces classées en poissons de mer peuvent se retrouver dans les fleuves ou les marais, mais effectuent une partie de leur cycle en mer.
Les noms sont donnés sous la forme :
- - Nom local (nom officiel si différent), Nom latin - éventuelle remarque

## Poissons de mer

### Super-classe:Chondrichthyens
Tous les ordres des Chondrichtiens présents en Guyane appartiennent au super-ordre des Euselachii.

#### Ordre:Carcharhiniformes
- Genre Carcharhinus

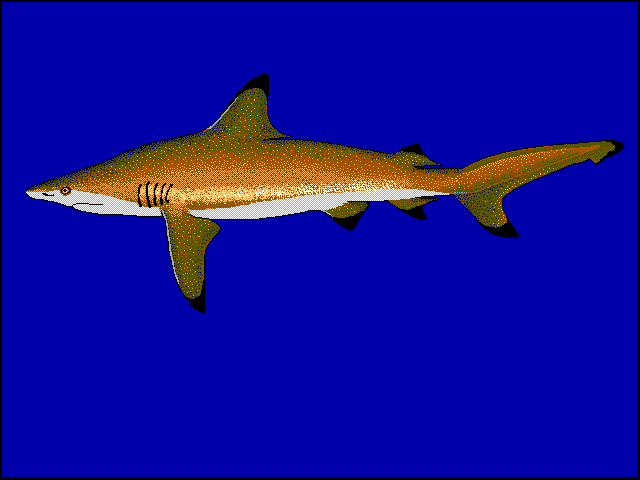
Requin à pointe noire, Carcharhinus limbatus

- - Requin à pointes noires (Requin bordé), Carcharhinus limbatus
  - Requin tisserand, Carcharhinus brevipinna
  - Requin nez noir, Carcharhinus acronotus
  - Requin-mulet (Requin Taureau), Carcharhinus leucas
  - Requin ti-queue, Carcharhinus porosus
  - Requin soyeux, Carcharhinus falciformis
  - Requin de récif, Carcharhinus perezi - présence incertaine en Guyane
  - Requin de sable, Carcharhinus obscurus - présence incertaine en Guyane
- Genre Negaprion
  - Requin citron, Negaprion brevirostris
- Genre Rhizoprionodon
  - Requin aiguille brésilien, Rhizoprionodon lalandii
  - Requin aiguille antillais, Rhizoprionodon porosus
- Genre Isogomphodon
  - Requin demoiselle, Isogomphodon oxyrhynchus
- Genre Galeocerdo
  - Requin tigre, Galeocerdo cuvier
- Genre Sphyrna
  - Requin marteau à petits yeux, Sphyrna tudes
  - Requin marteau tiburo, Sphyrna tiburo
  - Grand requin marteau, Sphyrna mokarran
  - Requin marteau halicorne, Sphyrna lewini
- Genre Mustelus
  - Emissole ti-yeux, Mustelus higmani
  - Emissole douce, Mustelus canis

#### Ordre:Orectolobiformes
- Genre Ginglymostoma
  - Requin-nourrice, Ginglymostoma cirratum

#### Ordre:Squatiniformes

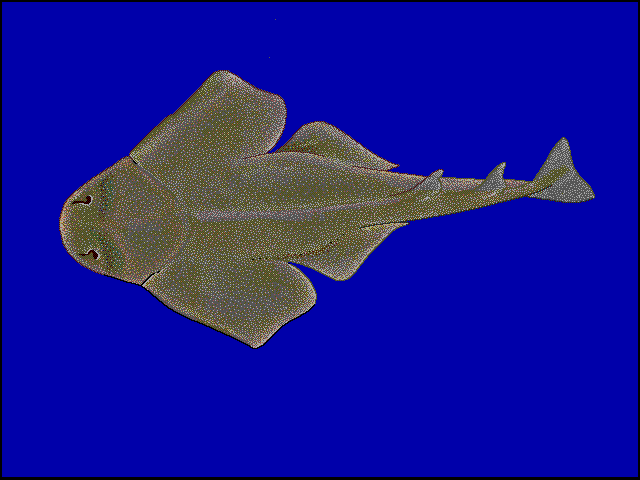
Ange de mer, Squatina squatina

- Genre Squatina
  - Ange de mer, Squatina squatina

#### Ordre:Rajiformes
- Genre Dasyatis
  - Raie long nez (pastenague long nez), Dasyatis guttata
  - Pastenague..., Dasyatis say - rare en Guyane
  - Raie américaine(pastenague américaine), Dasyatis americana
  - Raie bécune (pastenague bécune), Dasyatis geijskesi
- Genre Himantura
  - Raie chupare (pastenague chupare), Himantura schmardae
- Genre Aetobatus

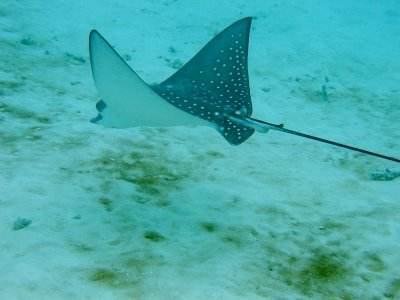
Raie léopard, Aetobatus narinari

- - Raie léopard (aigle de mer léopard), Aetobatus narinari
- Genre Urotrygon
  - Pastenague..., Urotrygon microphthalmum - rare en Guyane
- Genre Gymnura
  - Raie-papillon (raie-papillon guyanaise), Gymnura micrura
- Genre Manta

- - Raie manta, Manta birostris
- Genre Rhinobatos

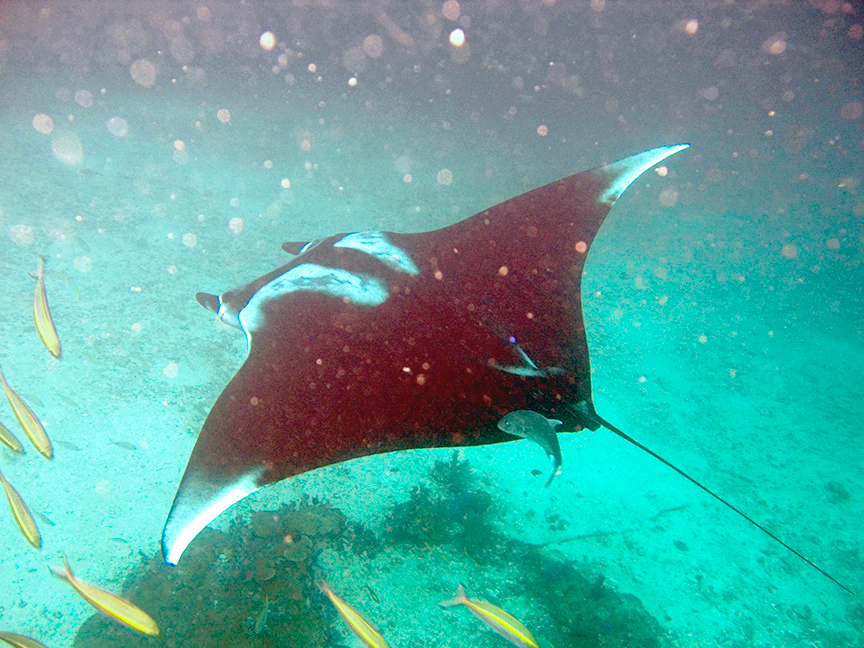
Raie manta, Manta birostris

  - Raie guitare (poisson violon), Rhinobatos percellens

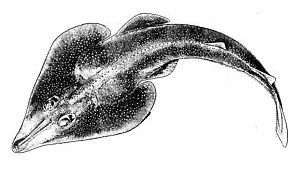
Raie guitare, Rhinobatos lentiginosus

- - Raie guitare, Rhinobatos lentiginosus - rare en Guyane

#### Ordre:Torpediniformes
- Genre Narcine
  - Torpille (raie électrique brésilienne), Narcine brasiliensis
  - Torpille (raie électrique brésilienne), Diplobatis pictus - rare en Guyane

### Super-classeOsteichthyens
Les osteichtyens marins de Guyane appartiennent tous à la classe des Actinopterygii, à la sous-classe des Neopterygii et à l'infra-classe Teleostei.

#### Ordre:Anguilliformes
- Genre Ariosoma
  - Congre des Baléares, Ariosoma balearicum
  - Congre ..., Ariosoma anale
  - Congre ..., Ariosoma coquettei
- Genre Paraconger
  - Congre ..., Paraconger guianensis
  - Congre ..., Paraconger caudilimbatus - présence incertaine en Guyane
- Genre Cynoponticus
  - Congre (morénésoce coungré), Cynoponticus savana
- Genre Rhynchoconger

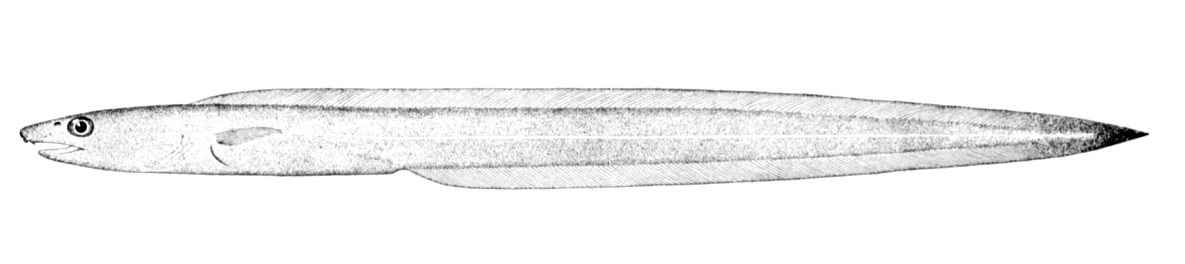
Congre jaune, Rhynchoconger flavus

- - Congre jaune, Rhynchoconger flavus
- Genre Conger
  - Congre gris, Conger esculentus - présence incertaine en Guyane
- Genre Gymnothorax
  - Murène ocelée, Gymnothorax ocellatus
  - Murène ocelée ..., Gymnothorax nigromarginatus - présence incertaine en Guyane

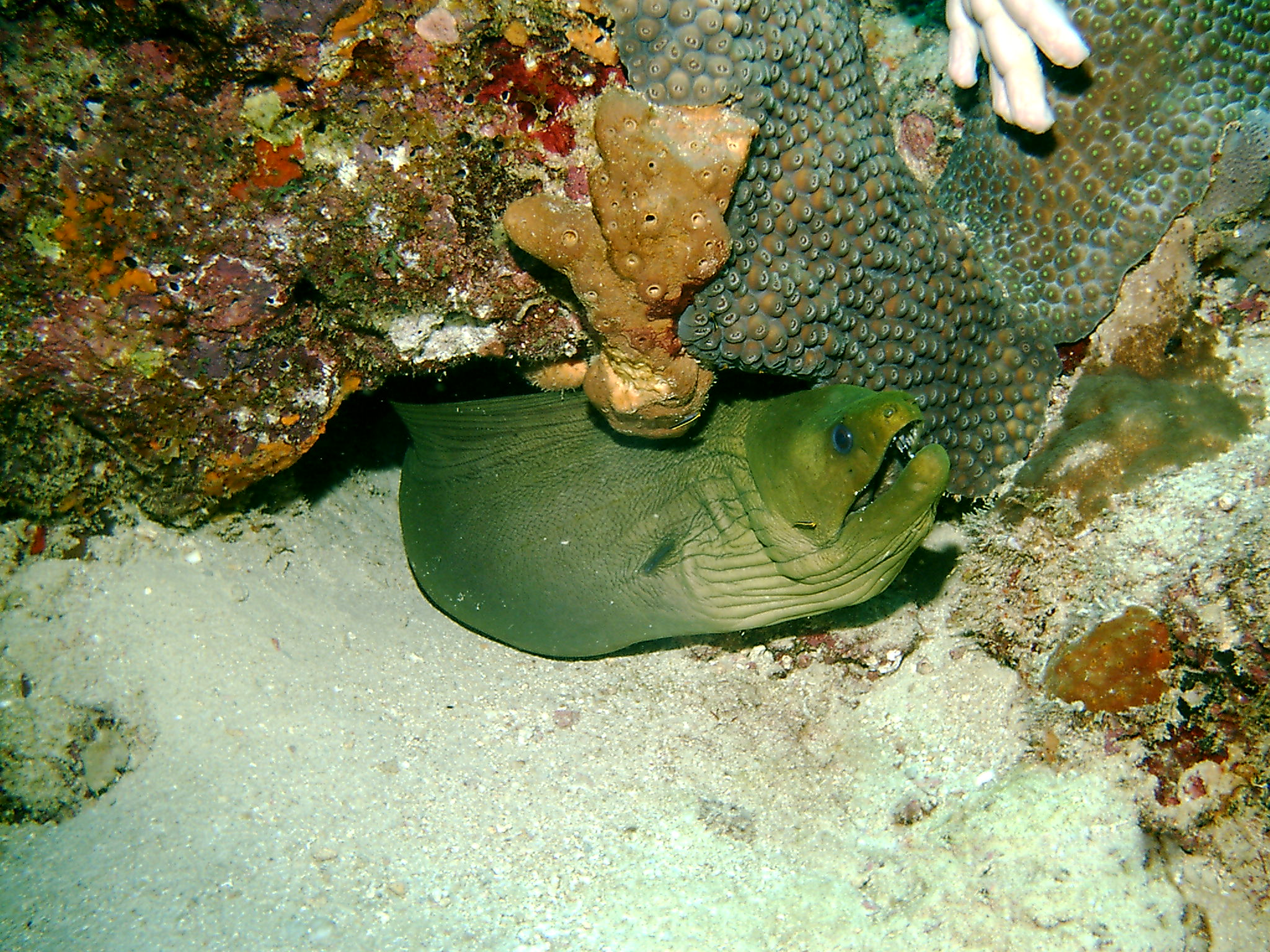
Murère verte, Gymnothorax funebris

- - Murène verte, Gymnothorax funebris
  - Murène jaune, Gymnothorax vicinus
- Genre Aplatophis
  - Serpenton dentu, Aplatophis chauliodus
- Genre Hoplunnis
  - Congre sorcier (congro), Hoplunnis marcurus
  - Congre sorcier ..., Hoplunnis diomedianus
- Genre Nettastoma
  - Congre sorcier ..., Nettastoma melanurum
- Genre Ophichthus
  - Serpenton (serpenton sombre), Ophichtus cylindroideus
  - Serpenton chevrette, Ophichtus gomesii
  - Serpenton tacheté, Ophichtus ophis
- Genre Myrophis
  - Serpenton ..., Myrophis plumbeus

#### Ordre:Aulopiformes
- Genre Synodus
  - Poisson-Lézard (anoli des plages), Synodus foetens
  - Anoli ..., Synodus synodus - rare en Guyane
  - Anoli de sable, Synodus intermedius
  - Anoli, Synodus poeyi
  - Anoli serpent, Trachinocephalus myops
- Genre Saurida
  - Anoli ..., Saurida carribbaea
  - Anoli ..., Saurida normani

#### Ordre:Batrachoiformes
- Genre Batrachoides
  - Crapaud (crapaud guyanais), Batrachoides surinamensis
- Genre Amphichthys
  - Crapaud goulu, Amphichthys cryptocentrus
- Genre Thalassophryne
  - Crapaud ..., Thalassophryne nattereri
  - Crapaud tacheté, Thalassophryne maculosa - présence incertaine en Guyane
- Genre Porichthys
  - Crapaud enchaîné, Porichthys plectrodon
  - Crapaud ..., Porichthys pauciradiatus
  - Crapaud ..., Porichthys bathoiketes

#### Ordre:Beloniformes
- Genre Platybelone
  - Zôphie (ophie carène), Platybelone argalus
- Genre Strongylura
  - Aiguillette verte, Strongylura marina
  - Aiguillette timucu, Strongylura timucu - présence incertaine en Guyane
- Genre Ablennes
  - Ophie plate, Ablennes hians
- Genre Tylosurus
  - Aiguille voyeuse, Tylosurus acus acus - présence incertaine en Guyane
  - Aiguille crocodile, Tylosurus crocodilus - présence incertaine en Guyane
- Genre Parexocoetus
  - Volant (exocet voilier), Parexocoetus brachypterus
- Genre Hirundichtys
  - Exocet hirondelle, Hirundichtys affinis
  - Exocet miroir, Hirundichtys speculiger
- Genre Cheilopogon
  - Exocet codène, Cheilopogon cyanopterus
- Genre Hyporhamphus
  - Balaou (demi-bec allongé), Hyporhamphus roberti
  - demi-bec blanc, Hyporhamphus unifasciatus
- Genre Hemiramphus
  - demi-bec balaou, Hemiramphus balao
  - demi-bec brésilien, Hemiramphus brasiliensis

#### Ordre:Beryciformes
- Genre Holocentrus

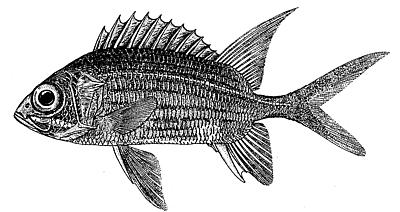
Marignan coq, Holocentrus adscensionis

- - Marignan coq, Holocentrus adscensionis
  - Marignan soldat, Holocentrus rufus
- Genre Myripristis
  - Marignan mombin, Myripristis jacobus
- Genre Ostichthys
  - Petit marignan, Ostichthys trachypoma
- Genre Corniger
  - Marignan ..., Corniger spinosus

#### Ordre:Clupeiformes
- Genre Opisthonema
  - Chardin fil, Opisthonema oglinum
- Genre Sardinella
  - Sardinelle brésilienne, Sardinella brasiliensis

- - Allache, Sardinella aurita
- Genre Odontognathus

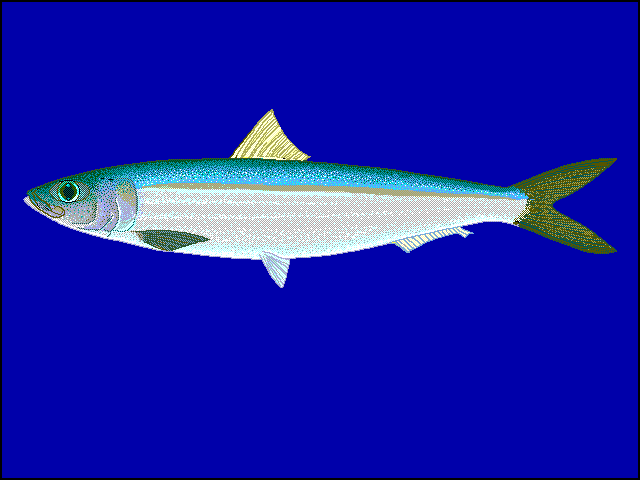
Allache, Sardinella aurita

  - Poisson-papier (poisson-papier guyanais), Odontognathus mucronatus
  - Poisson-papier vénézuélien, Odontognathus compressus
- Genre Chirocentrodon
  - Poisson-papier dentu, Chirocentrodon bleekerianus
- Genre Pellona
  - Sardine, Pellona flavipinnis
  - Alose-caille brésilienne, Pellona harroweri
- Genre Harengula
  - Harengule (Harengule), Harengula jaguana
  - Harengule écailleux, Harengula clupeola
- Genre Anchovia
  - Anchois du Surinam, Anchovia surinamensis
  - Anchois hachu, Anchovia clupeoides
- Genre Pterengraulis
  - Anchois grande aile, Pterengraulis atherinoides
- Genre Lycengraulis
  - Anchois-tigre, Lycengraulis batesii
  - Anchois goulard, Lycengraulis grossidens
- Genre Anchoviella
  - Anchois gras, Anchoviella lepidentostole
  - Anchois de Cayenne, Anchoviella cayennensis
  - Anchois..., Anchoviella guianensis
  - Anchois nez court, Anchoviella brevirostris
  - Anchois allongé, Anchoviella elongata
- Genre Engraulis
  - Anchois gris, Engraulis eurystole
- Genre Anchoa
  - Anchois spicule, Anchoa spinifer
  - Anchois long nez, Anchoa lyoleptis - rare en Guyane
  - Anchois rayé, Anchoa hepsetus - rare en Guyane

#### Ordre:Cyprinodontiformes
- Genre Anableps
  - Gros-yeux (quatre-yeus à grandes écailles), Anableps anableps
  - Gros-yeux (quatre-yeus à petites écailles), Anableps microlepis

#### Ordre:Dactylopteriformes
- Genre Dactylopterus
  - Poule de mer, Dactylopterus volitans

#### Ordre:Elopiformes
- Genre Megalops

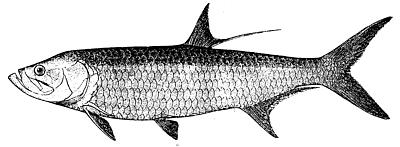
Palika, Megalops atlanticus

- - Palika (tarpon argenté), Megalops atlanticus

#### Ordre:Lophiiformes
- Genre Antennarius

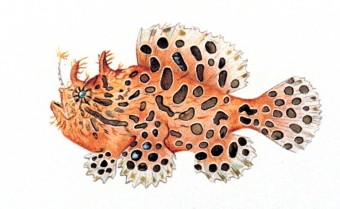
Antennaire, Antennarius striatus

- - Antennaire (laffe cinq doigts), Antennarius striatus
- Genre Phrylenox
  - Antennaire ..., Phrylenox scaber - présence incertaine en Guyane
  - Antennaire ..., Phrylenox nuttingii - présence incertaine en Guyane
- Genre Ogcocephalus
  - Chauve-souris de mer, Ogcocephalus nasutus
  - Chauve-souris de mer, Ogcocephalus notatus
  - Chauve-souris de mer, Ogcocephalus parvus
  - Chauve-souris de mer, Ogcocephalus vesperilio
  - Chauve-souris de mer, Ogcocephalus rostellum
- Genre Halieutichtys
  - Chauve-souris, Halieutichtys aculeatus

#### Ordre:Albuliformes
- Genre Albula
  - Banane de mer, Albula vulpes

#### Ordre:Ophidiiformes
- Genre Lepophidium
  - Brotule liserée, Lepophidium profundorum
  - Brotule barbiche, Lepophidium brevibarde
  - Brotule sombre, Lepophidium aporrhox
  - Brotule tachetée, Lepophidium pheromystrax* Genre '
- Genre Ophidion
  - Brotule de banc, Ophidion holbrooki
- Genre Otophidium
  - Brotule ..., Otophidium homostigma
- Genre Brotula
  - Brotule barbue, Brotula barbata

#### Ordre:Perciformes
- Genre Caranx

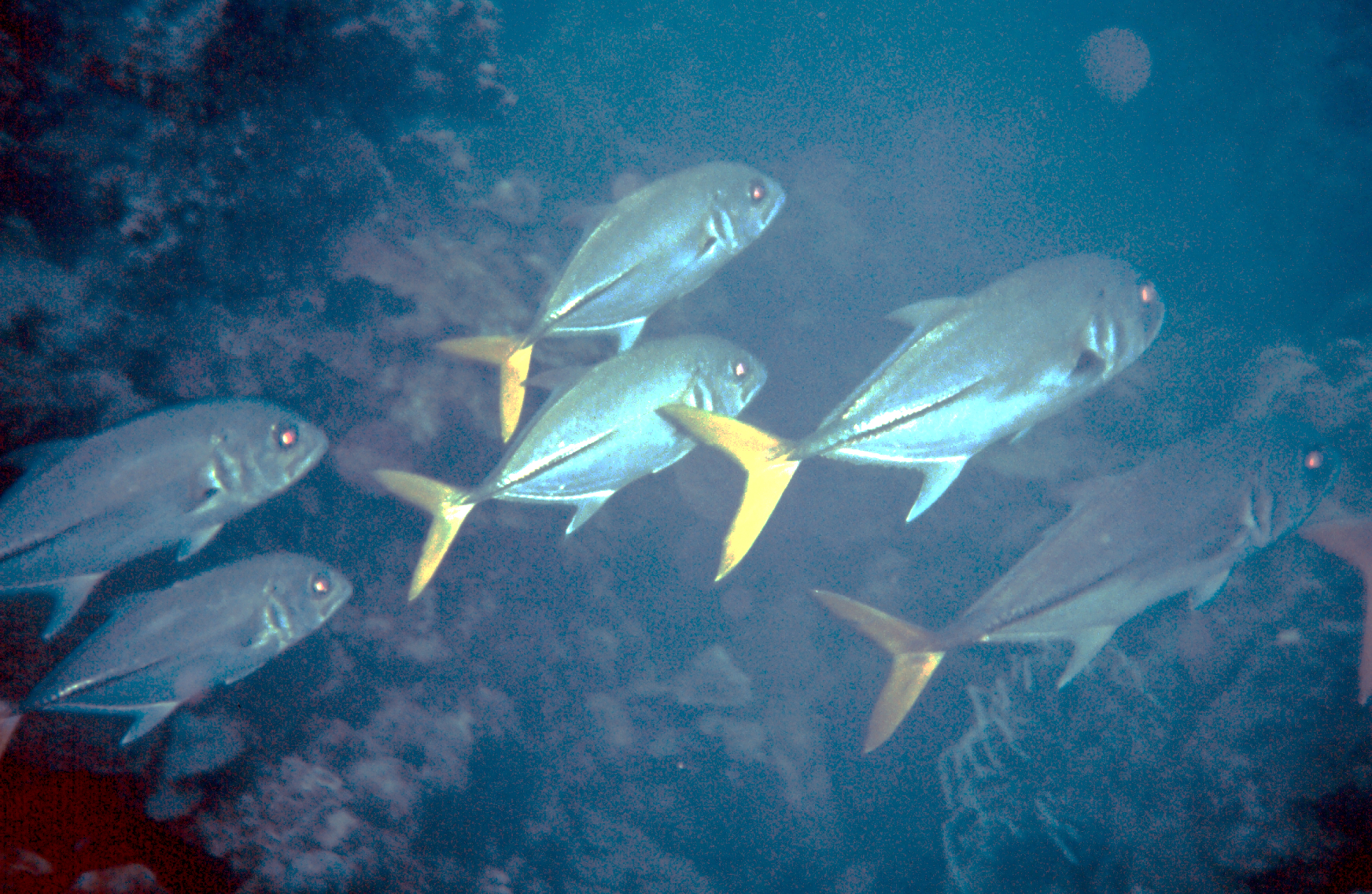
Carangue, Caranx hippos

- - Carangue crevalle ou Carangue, Caranx hippos
  - Carangue mayole, Caranx latus

- - Carangue coubali, Caranx crysos
  - Carangue comade, Caranx ruber
- Genre Alectis
  - Cordonier, Alectis ciliaris
- Genre Selar

Carangue coubali, Caranx crysos

  - Chinchard (sélar coulissou), Selar crumenophtalmus
- Genre Trachinotus
  - Fausse-carangue (pompaneau cordonnier), Trachinotus cayennensis
  - Pompaneau plume, Trachinotus falcatus
  - Fausse-carangue, Trachinotus goodei
- Genre Selene
  - Poisson assiette (musso panache), Selene vomer
  - Poisson assiette ... (musso panache), Selene browni
  - Poisson assiette ... (musso panache), Selene sepatinnis
- Genre Chloroscombrus
  - Sapater, Chloroscombrus chrysurus
- Genre Hemicaranx
  - Carangue nez court, Hemicaranx amblyrhynchus
- Genre Oligoplites
  - Sauteur (sauteur castin), Oligoplites saliens
- Genre Centropomus
  - Loubine noire (crossie blanche), Centropomus undecimalis
  - Loubine rivière (crossie chucumite), Centropomus parallelus
  - Loubine jaune (crossie épée), Centropomus ensiferus
  - Loubine bosco (crossie mexicaine), Centropomus mexicanus
  - Crossie constantain, Centropomus pectinatus - rare en Guyane
- Genre Chaetodon

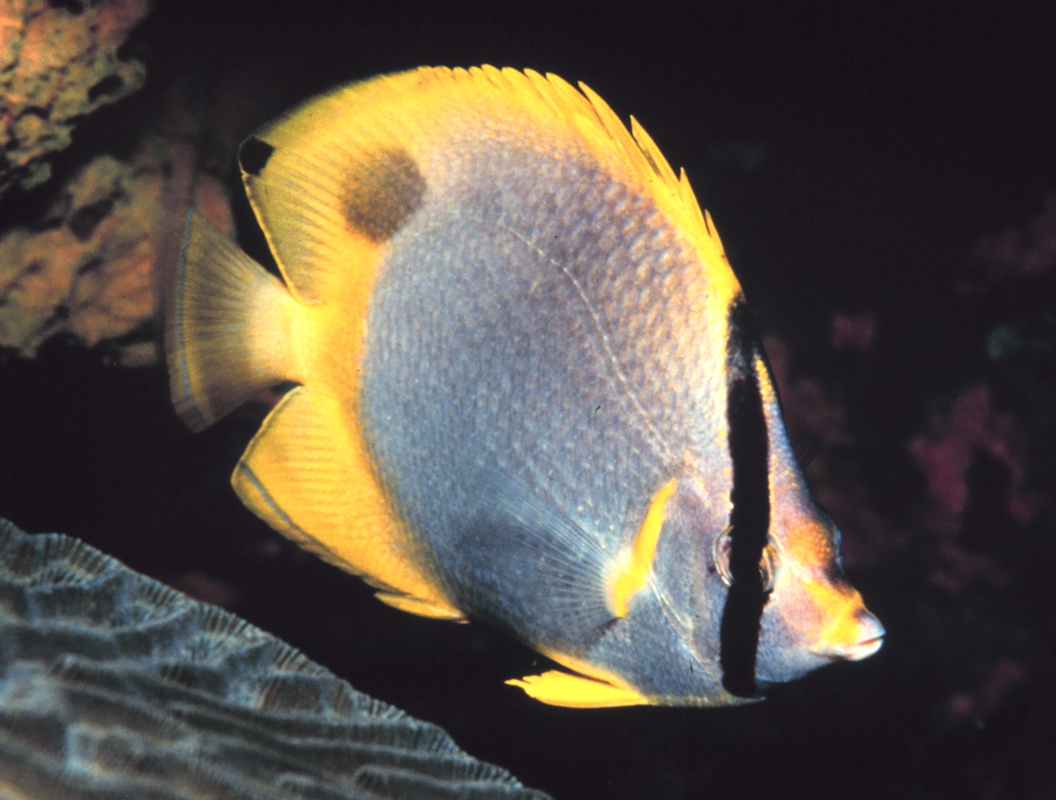
Poisson-papillon, Chaetodon ocellatus

- - Poisson-papillon, Chaetodon ocellatus - rare en Guyane
  - Poisson-papillon ..., Chaetodon sedentarius - rare en Guyane
  - Poisson-papillon ..., Chaetodon guyanensis - rare en Guyane
- Genre Acanthurus
  - Poisson-chirurgien, Acanthurus chirurgus
- Genre Acheneis
  - Pilote (rémora commun), Acheneis naucrates
- Genre Remora
  - Rémora, Remora remora
- Genre Chaetodipterus

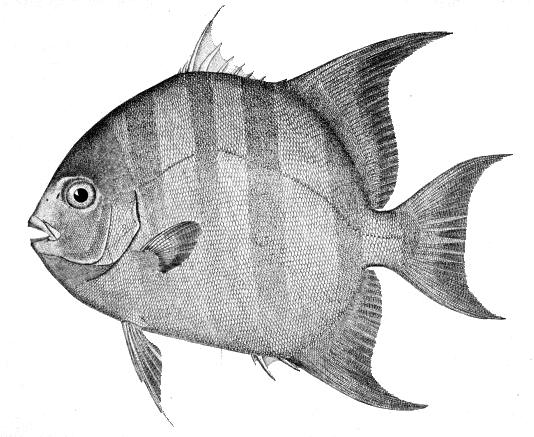
Portugaise, Chaetodipterus faber

- - Portugaise (disque portugais), Chaetodipterus faber
- Genre Diapterus
  - Poisson-la-pli (blanche cabuche), Diapterus auratus
  - Blanche gros yaya, Diapterus rhombeus
- Genre Eucinostomus
  - Blanche argentée, Eucinostomus argenteus
  - Blanche espagnole, Eucinostomus gula
  - Blanche gros-yeux, Eucinostomus havana
- Genre Geres
  - Blanche cendrée, Geres cinreus
- Genre Diapterus
  - Poisson-la-pli (blanche cabuche), Diapterus auratus
- Genre Gobionellus
  - Z'appât-la-vase, Gobionellus oceanicus
  - Gobie ..., Gobionellus phenacus - rare en Guyane
  - Gobie ..., Gobionellus thoropsis - rare en Guyane
- Genre Gobioides
  - Gobie ..., Gobioides broussoneti - rare en Guyane
  - Gobie ..., Gobioides grahamae
- Genre Evorthodus
  - Gobie ..., Evorthodus lyricus - rare en Guyane
- Genre Conodon
  - Cagna rayée, Conodon nobilis
- Genre Anisotremus
  - Croupia (lippu croupia), Anisotremus surinamensis

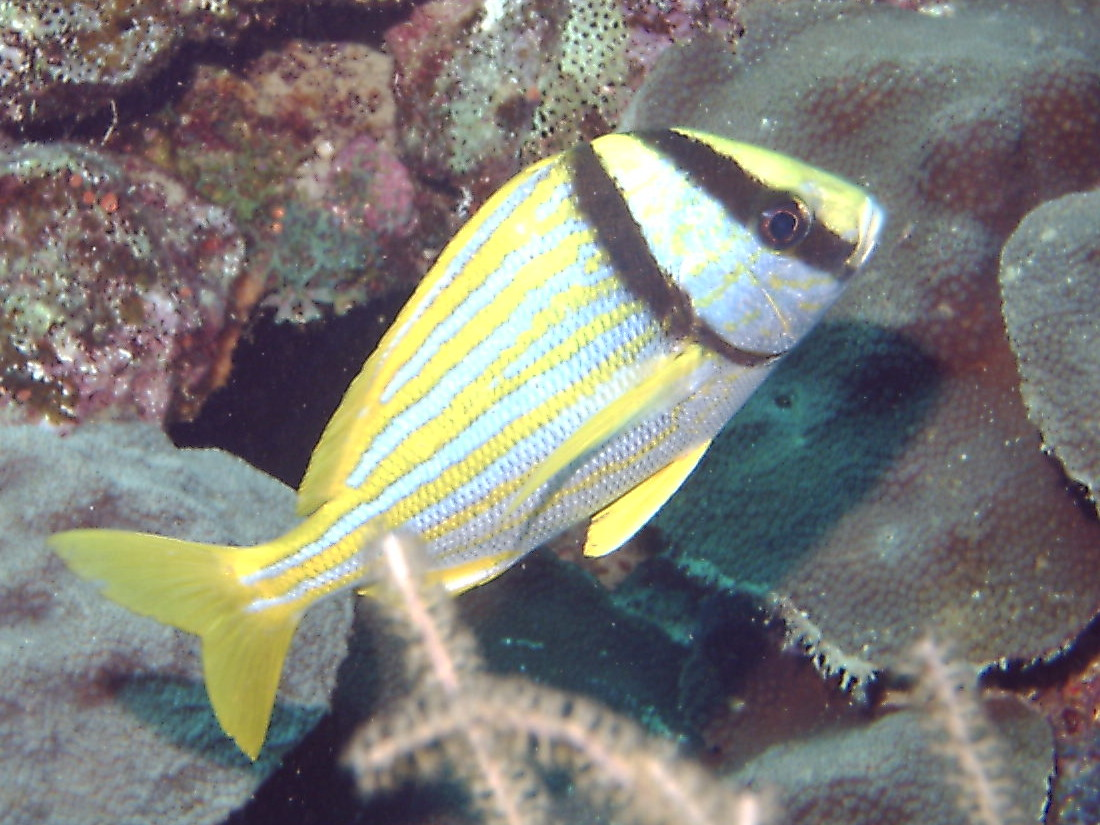
Lippu rondeau, Anisotremus virginicus

- - Lippu rondeau, Anisotremus virginicus
- Genre Genyatremus
  - Croupia roche (lippu ticroupia), Genyatremus luteus
- Genre Haemulon
  - Gorette chercher, Haelmulon steindachneri
  - Gorette blanche, Haelmulon plumieri
  - Gorette rui, Haelmulon boschmae
  - Gorette rayée, Haelmulon striatum
  - Gorette tomate, Haelmulon aurolineatum
- Genre Orthopristis
  - Gorette corocoro, Orthopristis ruber
- Genre Pomadasys
  - Grondeur gris, Pomadasys corvinaeformis
- Genre Calamus
  - Daubenet belier, Calamus penna
  - Daubenet plume, Calamus pennatula
- Genre Lobotes
  - Croupia grande mer (croupia roche), Lobotes surinamensis
- Genre Lutjanus
  - Rouget (vivaneau chien), Lutjanus jocu
  - Vivaneau sarde grise, Lutjanus griseus
  - Vivaneau sobre, Lutjanus analis

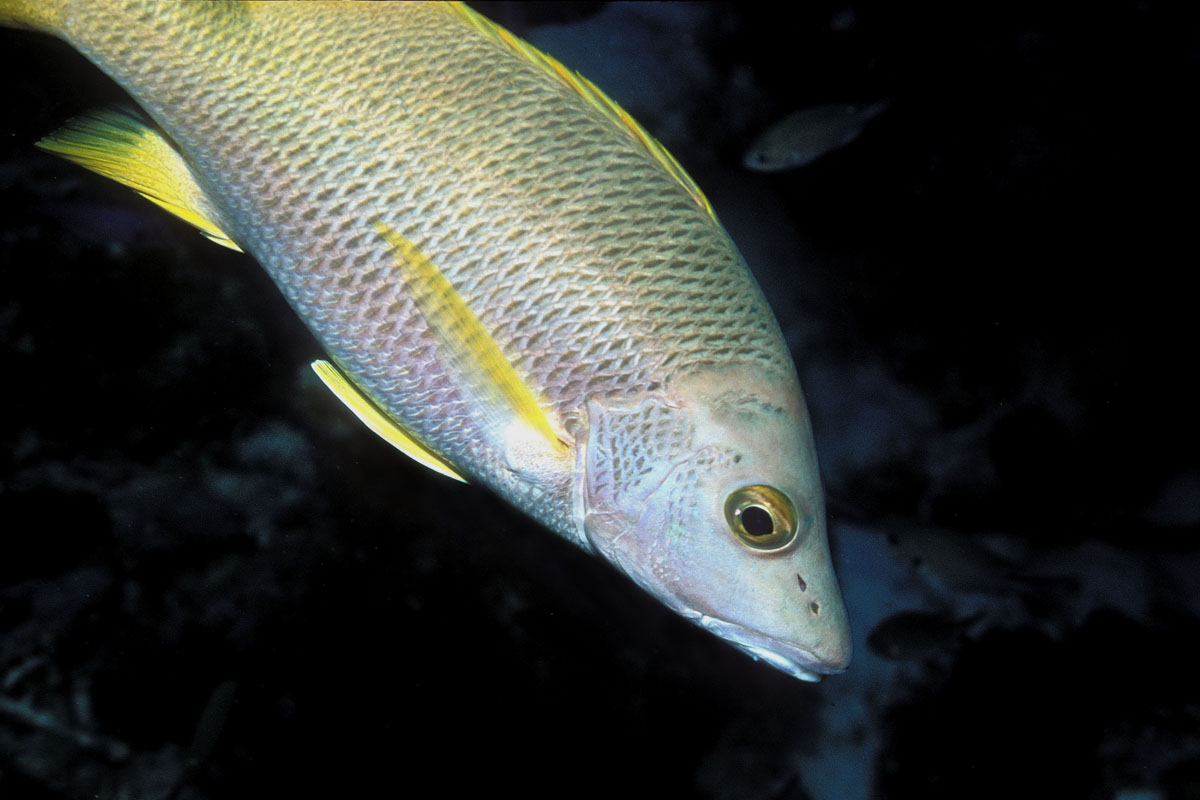
Vivaneau dent chien, Lutjanus apodus

- - Vivaneau dent chien, Lutjanus apodus
  - Vivaneau rouge, Lutjanus purpureus
  - Vivaneau soie, Lutjanus vivanus
  - Vivaneau oreille noire, Lutjanus buccanella
  - Vivaneau voyeur, Lutjanus mahogoni
  - Vivaneau campèche, Lutjanus campechanus
  - Vivaneau rayé (vivaneau gazou), Lutjanus synagris
- Genre Rhomboplites
  - Vivaneau ti-yeux, Rhomboplites aurorubens
- Genre Ocyurus

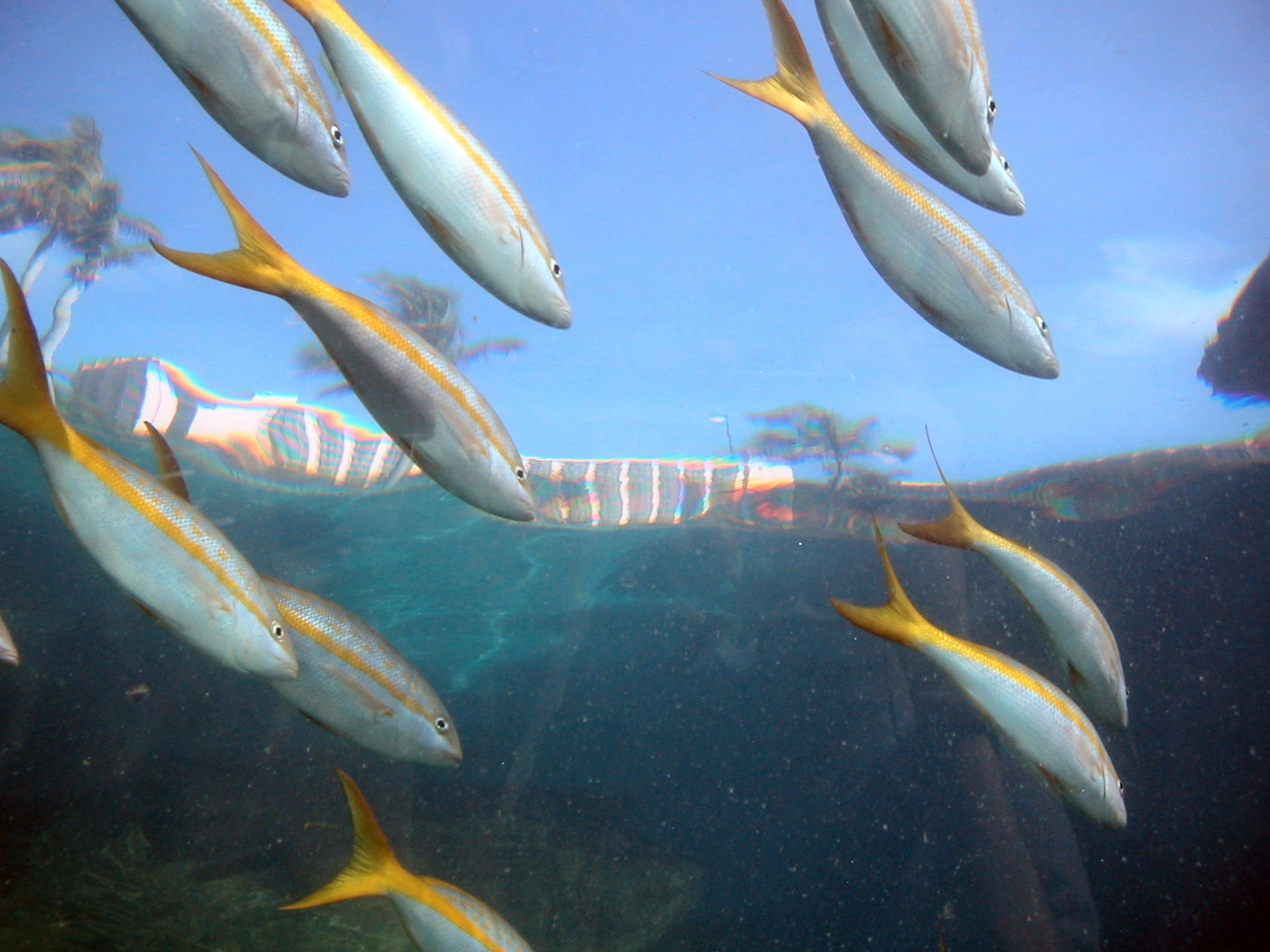
Vivaneau queue jaune, Ocyurus chrysurus

- - Vivaneau queue jaune, Ocyurus chrysurus
- Genre Pristipomoides
  - Colas vorace, Pristipomoides aquilonaris
  - Colas gros-yeux, Pristipomoides macrophtalamus
  - Colas élégant, Pristipomoides freemani
- Genre Mugil
  - Mulet (mulet cabot), Mugil cephalus
  - Mulet lébranche, Mugil liza
  - Parassi (mulet parassi), Mugil incilis
  - Mulet blanc (mulet parassi), Mugil curema
- Genre Atherinella
  - Mulet (mulet cabot), Atherinella brasiliensis
- Genre Upeneus
  - Rouget-souris mignon, Upeneus parvus
- Genre Mulloichtys
  - Capucin jaune, Mulloichtys martinicus - présence incertaine en Guyane
- Genre Pseudupeneus
  - Rouget-barbet-tacheté, Pseudupeneus maculatus - présence incertaine en Guyane
- Genre Mullus
  - Rouget-barbet, Mullus auratus - présence incertaine
- Genre Polydactylus
  - Barbure (barbure à sept barbillons), Polydactylus oligodon
  - Barbure argenté, Polydactylus virginicus
- Genre Pomacanthus

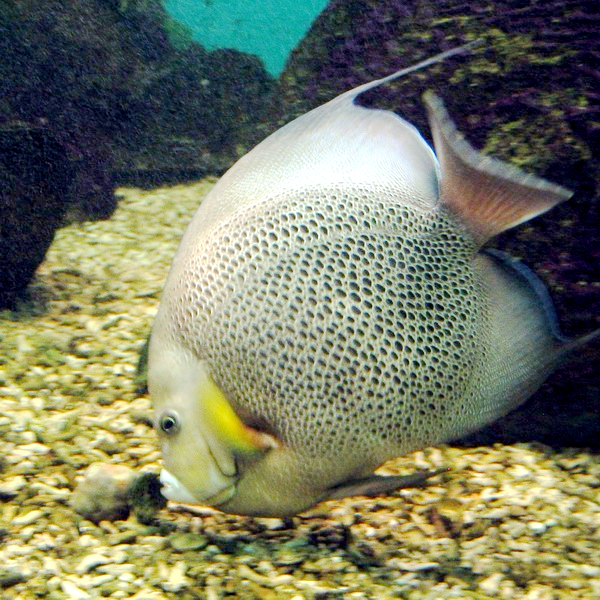
Demoiselle blanche, Pomacanthus arcuatus

- - Demoiselle blanche, Pomacanthus arcuatus
  - Demoiselle chiririte, Pomacanthus paru
- Genre Holacanthus
  - Demoiselle royale, Holacanthus ciliaris
  - Demoiselle beauté, Holacanthus tricolor
- Genre Pomatomus
  - Tassergal, Pomatomus saltatrix
- Genre Priacanthus
  - Beauclaire soleil, Priacanthus arenathus
- Genre Heteropriacanthus
  - Beauclaire de roche, Heteropriacanthus cruentatus
- Genre Pristigenys
  - Beauclaire du large, Pristigenys alta
- Genre Rachycentron

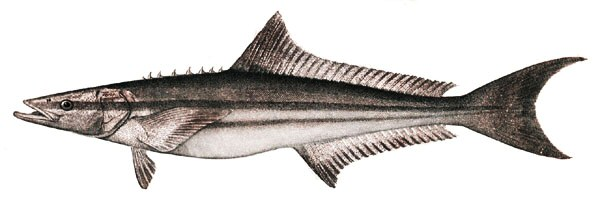
Cobia, mafou, Rachycentron canadum

- - Cobia (mafou), Rachycentron canadum
- Genre Sparisoma
  - Perroquet (perroquet vert), Sparisoma chrysopterum
- Genre Nicholsina
  - Perroquet émeraude, Nicholsina usta usta
- Genre Plagioscion
  - Acoupa rivière, Plagioscion squamosissimus
- Genre Cynoscion
  - Acoupa aiguille (acoupa cambucu), Cynoscion virescens
  - Acoupa blanc (acoupa tident), Cynoscion steindacheri
  - Acoupa canal (acoupa doré), Cynoscion microlepidotus
  - Acoupa ..., Cynoscion leiarchus
  - Acoupa rouge (acoupa toeroe), Cynoscion acoupa
  - Acoupa tonquiche, Cynoscion similis
  - Acoupa mongolare, Cynoscion jamaicensis
- Genre Isopisthus
  - Acoupa aile-courte, Isopisthus parvipinnis
- Genre Nebris
  - Acoupa céleste (courbine ti-yeux), Nebris microps
- Genre Macrodon
  - Acoupa chasseur, Macrodon ancylodon
- Genre Lonchurus
  - Barbiche (barbiche longue-aile), Lonchurus lanceolatus
- Genre Paralonchurus
  - Bourrugue coquette, Paralonchurus elegans
  - Bourrugue marie-louise, Paralonchurus brasiliensis
- Genre Menticirrhus
  - Bourrugue de crique, Menticirrhus americanus
- Genre Micropogonias
  - Courbine (tambour rayé), Micropogonias furnieri
- Genre Ctenosciaena
  - Courbine maroto, Ctenosciaena gracilirrhus
- Genre Equetus
  - Évêque, Aquetus acuminatus
  - Évêque couronné, Aquetus lanceolatus
  - Évêque étoilé, Aquetus punctatus
- Genre Stellifer
  - Magister fourche, Stellifer rastrifer
  - Magister ti-yeux, Stellifer microps
- Genre Lamirus
  - Verrue ti-tête, Lamirus breviceps
- Genre Bairdiella
  - Marie-jeanne (mamselle rouio), Bairdiella ronchus
- Genre Scomberomorus
  - Thazard (thazard tacheté du sud), Scomberomorus brasiliensis

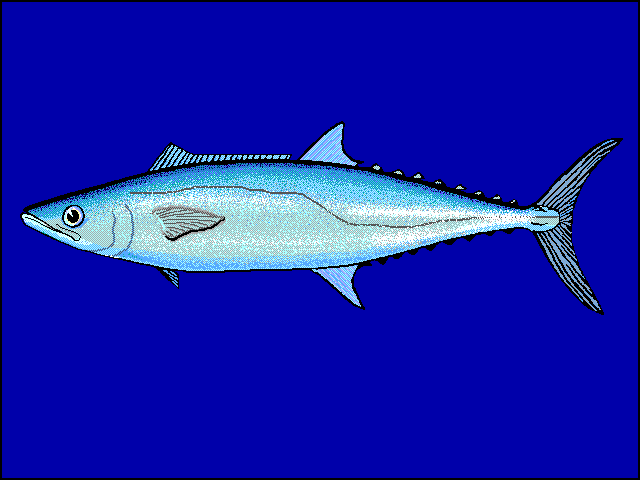
Thazard barré, Scomberomorus cavalla

- - Thazard barré, Scomberomorus cavalla - rare en Guyane
- Genre Mycteroperca
  - Badèche (badèche galopin), Mycteroperca phenax
  - Badèche blanche, Mycteroperca cidi
- Genre Serranus
  - Serran vieux, Serranus dewegeri
- Genre Cephalopholis
  - Coné essaim, Cephalopholis cruentata
  - Coné ouatalibi, Cephalopholis fulva
- Genre Epinephelus

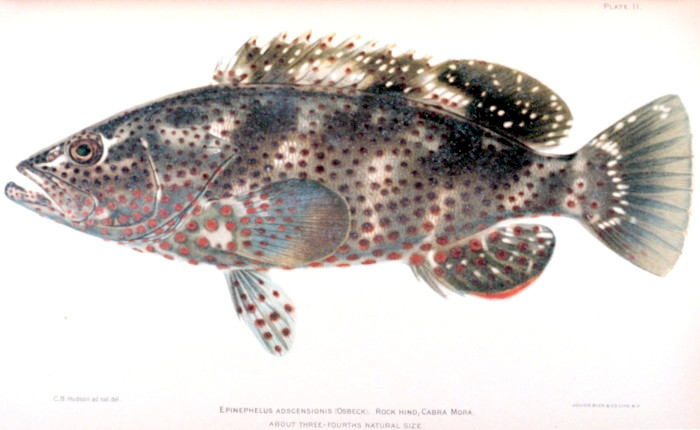
Mérou oualioua, Epinephelus adscensionis

- - Mérou oualioua, Epinephelus adscensionis
- Genre Paranthias
  - Badèche créole, Paranthias furcifer
- Genre Diplectrum
  - Serran de sable, Diplectrum formosum
  - Serran des lagunes, Diplectrum radiale
  - Serran fil, Diplectrum bivittatum
- Genre Serranus
  - Serran, Serranus atrobranchus
  - Serran tatler, Serranus phoebe
  - Serran ..., Serranus notospilus - rare en Guyane
  - Serran ..., Serranus annularis - rare en Guyane
- Genre Epinephelus

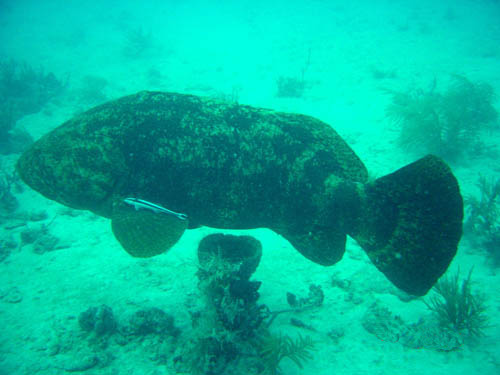
Vieille, Epinephelus itajara

- - Vieille (mérou géant), Epinephelus itajara
  - Mérou ailes jaunes, Epinephelus flavolimbatus
  - Mérou rouge, Epinephelus morio - rare en Guyane
  - Mérou neige, Epinephelus niveatus - rare en Guyane
  - Mérou rayé, Epinephelus striatus - rare en Guyane
- Genre Sphyraena
  - Bécune (bécune guamanche), Sphyraena guachancho
  - Bécune chandelle, Sphyraena picudilla
- Genre Peprilus
  - Lune (stromaté lune), Peprilus paru
- Genre Trichiurus
  - Sabre (poisson-sabre commun), Trichiurus lepturus

#### Ordre:Pleuronectiformes
- Genre Achirus
  - Sole (sole sombre), Achirus achirus
  - Sole..., Achirus lineatus
- Genre Gymnachirus
  - Sole nue, Gymnachirus nudus
- Genre Bothus
  - Rombou ocellée, Bothus ocellatus
  - Rombou noire, Bothus robinsi - rare en Guyane
- Genre Engyophrys
  - *, Engyophrys senta
- Genre Etropus
  - *, Etropus crossotus
  - *, Etropus intermedius
- Genre Symphurus
  - Langue joue cendre, Symphurus plagusia
  - Langue joue noire, Symphurus diomedianus
  - Langue ..., Symphurus tessellatus - rare en Guyane
  - Langue ..., Symphurus oculellus - rare en Guyane
- Genre Apionichthys
  - Sole queue longue, Apionichtys dumerili
- Genre Syacium
  - Fausse-Limande sombre, Syacium papillosum
  - Fausse-Limande de banc, Syacium gunteri - rare en Guyane
  - Rombou de canal, Syacium micrurum - rare en Guyane
- Genre Citharichthys
  - Rombou de plage, Citharichthys spilopterus - rare en Guyane
- Genre Cyclopsetta
  - Perpeire, Cyclopsetta chitteni
  - Perpeire à queue tachetée, Cyclopsetta fimbriata - rare en Guyane
- Genre Paralichthys
  - Cardeau ..., Paralichthys tropicus - exceptionnel en Guyane
  - Cardeau ..., Paralichthys ommatus - exceptionnel en Guyane
- Genre Ancylopsetta
  - Rombou ..., Ancylopsetta kumperae
  - Rombou ..., Ancylopsetta cycloidea

#### Ordre:Scorpaeniformes
- Genre Scorpaena
  - Rascasse, Scorpaena isthmensis
  - Rascasse brésilienne, Scorpaena brasiliensis
  - Rascasse noire, Scorpaena plumeiri plumeiri
  - Rascasse ..., Scorpaena dispar
  - Rascasse ..., Scorpaena inermis
  - Rascasse ..., Scorpaena calcarata

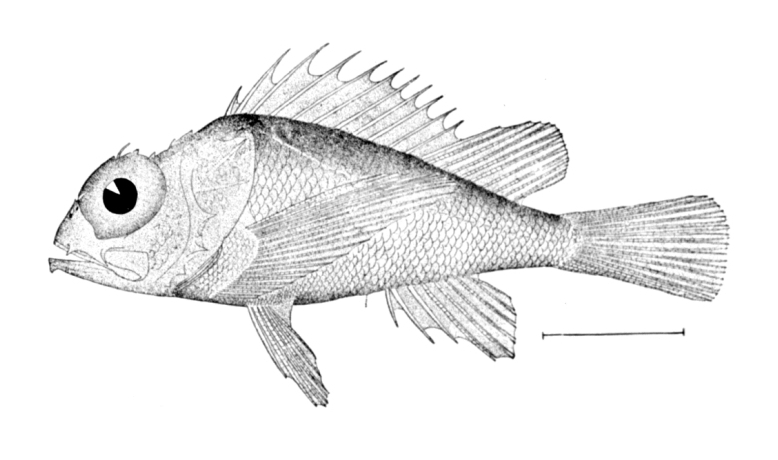
Rascasse, Scorpaena agassizii

- - Rascasse ..., Scorpaena agassizii
- Genre Pontinus
  - Rascasse ..., Pontinus nematophthalmus - rare en Guyane
- Genre Prionotus
  - Grondin-poule, Prionotus punctatus
  - Grondin ..., Prionotus paralatus - rare en Guyane
  - Grondin ..., Prionotus ophryas - rare en Guyane
- Genre Bellator
  - Grondin ..., Bellator militaris - rare en Guyane
- Genre Prionotus
  - Grondin de Bean, Prionotus beani
  - Grondin de lagune, Prionotus roseus
  - Grondin ..., Bellator ribeiroi

#### Ordre:Siluriformes
- Genre Bagre
  - Coco (mâchoiran coco), Bagre bagre
  - Mâchoiran antenne, Bagre marinus
- Genre Notarius
  - Grondé (mâchoiran Grondé), Notarius grandicassis
- Genre Hexanematichthys
  - Mâchoiran blanc (mâchoiran crucifix), Hexanematichthys proops
- Genre Sciades
  - Mâchoiran jaune, Sciades parkeri
- Genre Hexanematichthys
  - Passany (mâchoiran passany), Hexanematichthys passany
  - Pémécou (mâchoiran pémécou), Hexanematichthys herzbergii
  - couman-couman ..., Hexanematichthys couma
- Genre Aspistor
  - Tit'gueule (mâchoiran bressou), Aspistor quadriscrutis
- Genre Carthorops
  - Bressou, Carthorops rugispinis
  - Mâchoiran kukwari, Carthorops phrygiatus
  - Michelot blanc (mâchoiran mamango), Carthorops spixii
- Genre Aspredo
  - Croncron, Aspredo aspredo
- Genre Platystacus
  - Croncron rayé, Platystacus cotylephorus
- Genre Aspredinichthys
  - Claqueur dix-barbes, Aspredinichthys tibicen
  - Claqueur sept-barbes, Aspredinichthys filamentosus
- Genre Pseudauchenipterus
  - Coco-soda (coco-soda kakinette), Pseudauchenipterus nodusus
- Genre Hypostomus
  - Goret (hypostome), Hypostomus watwata
  - Goret (hypostome), Hypostomus ventromaculatus

#### Ordre:Syngnathiformes
- Genre Fistularia
  - Poisson-trompette, Fistularia tabacaria
  - Poisson-trompette, Fistularia petimba - présence incertaine en Guyane

#### Ordre:Tetraodontiformes
- Genre Chilomycterus
  - Porc-épic, Chilomycterus antillarum
- Genre Diodon

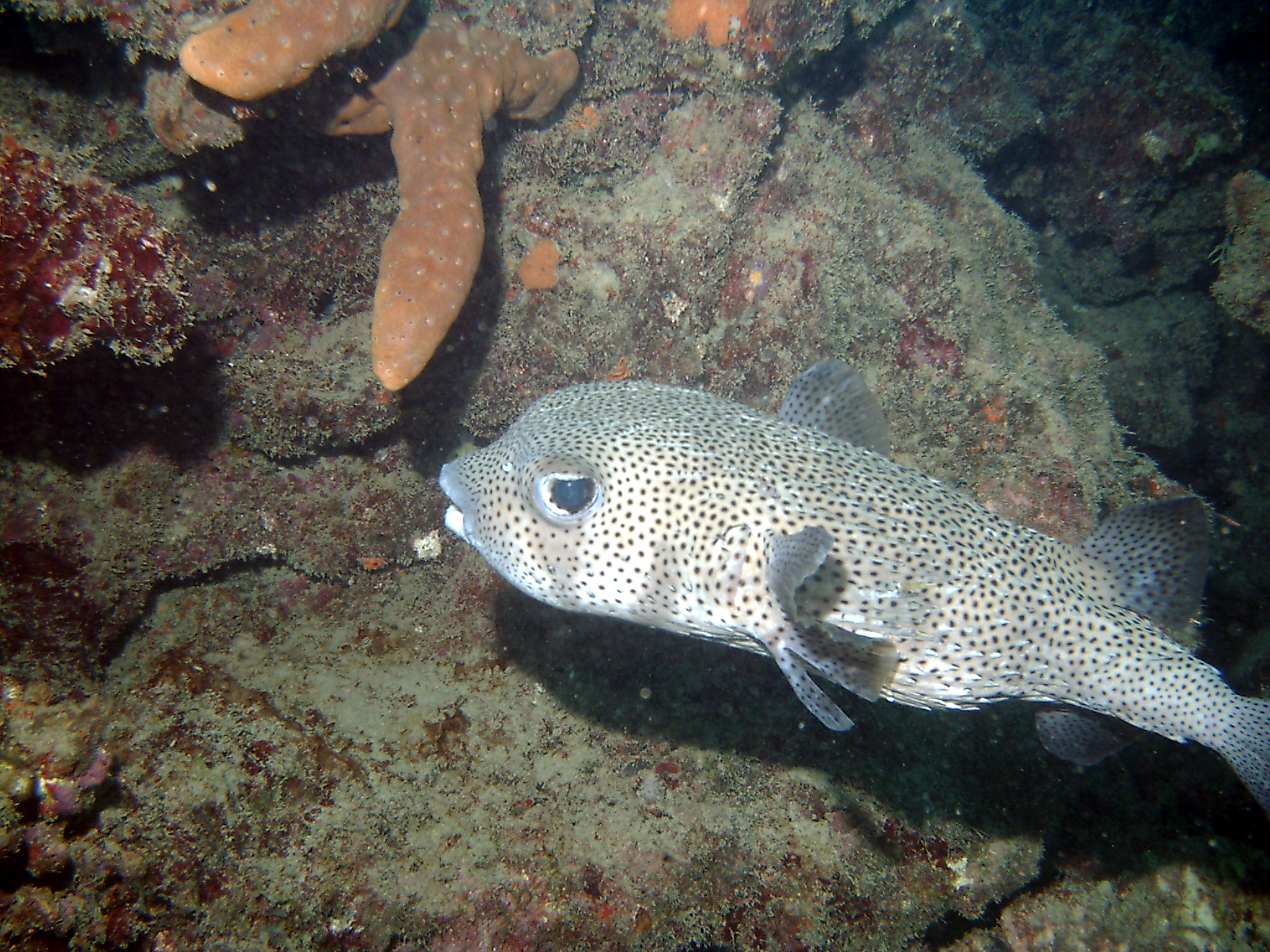
Porc-épic boubou, Diodon hystrix

- - Porc-épic boubou, Diodon hystrix - exceptionnel en Guyane
- Genre Monacanthus
  - Bourse fil, Monacanthus setifer
  - Bourse émeri, Monacanthus ciliatus
- Genre Stephanolepis
  - Bourse ..., Stephanolepis hispidus
- Genre Balistes

- - Baliste royal, Balistes vetula

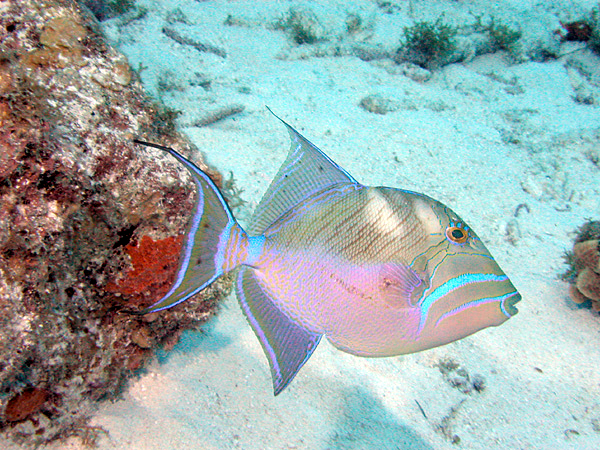
Baliste royal, Balistes vetula

  - Baliste cabri, Balistes carolinensis
- Genre Canthidermis
  - Baliste ..., Canthidermis maculatus
- Genre Aluterus
  - Bourse, Aluterus heudelotii
  - Bourse loulou, Aluterus monoceros - rare en Guyane
  - Bourse orange, Aluterus schoepfii - rare en Guyane
- Genre Acanthostracion

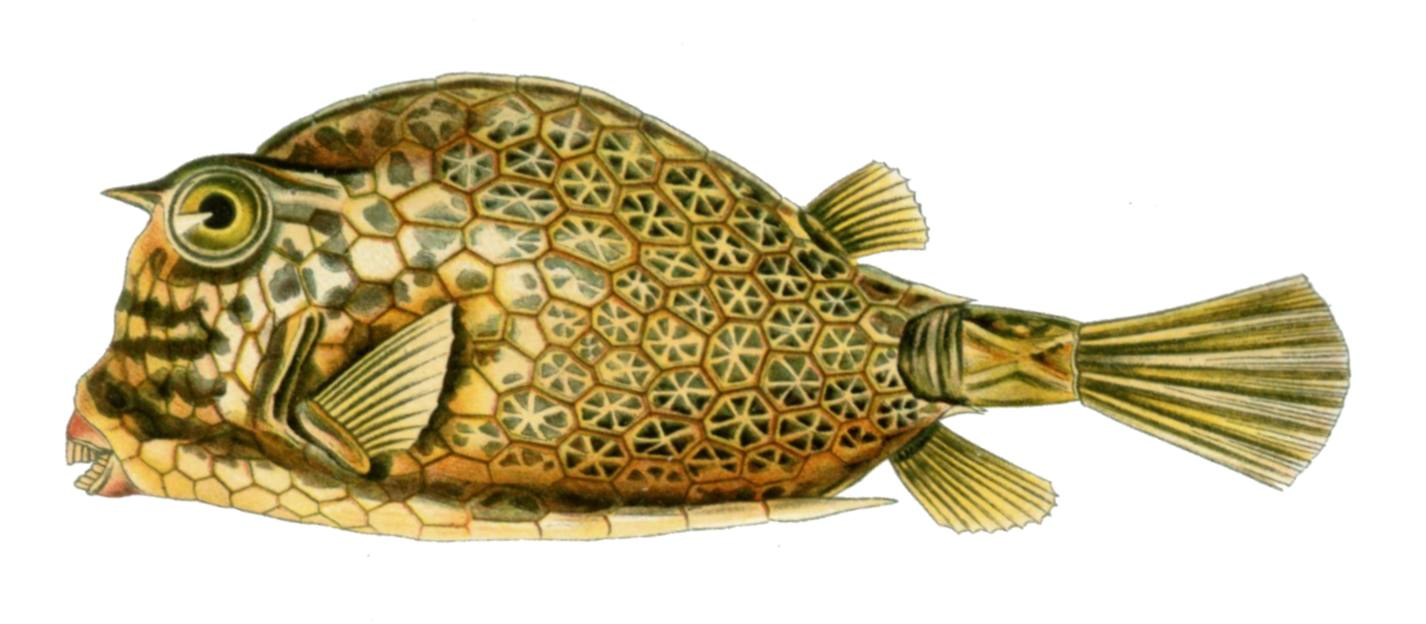
Coffre taureau, Acanthostracion quadricornis

- - Coffre taureau, Acanthostracion quadricornis
- Genre Colomesus
  - Gros-ventre à bandes (compère à bandes), Colomesus psittacus
- Genre Lagocephalus

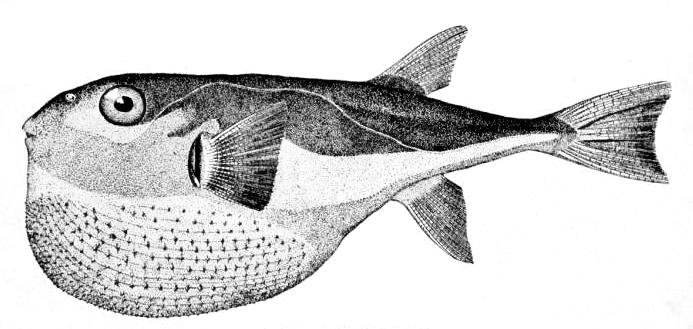
Gros-ventre lisse, Lagocephalus laevigatus

- - Gros-ventre lisse (compère lisse), Lagocephalus laevigatus
- Genre Sphoeroides
  - Gros-ventre tacheté (compère corotuche), Sphaeroides testudineus
  - Compère (compère lisse), Sphaeroides dorsalis
  - Compère collier (compère lisse), Sphoeroides spengleri

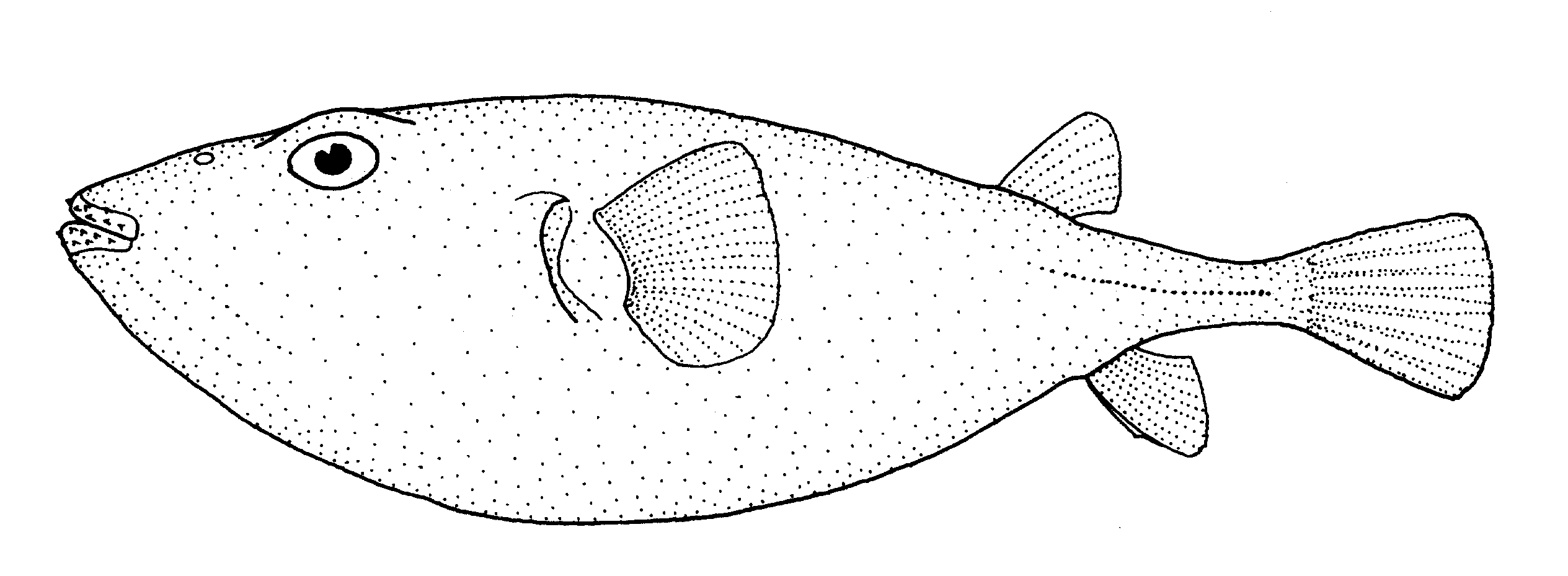
compère lisse, Sphoeroides pachygaster

- - Compère ... (compère lisse), Sphaeroides pachygaster
  - Compère ... (compère lisse), Sphaeroides tyleri - rare en Guyane

## Poissons d'eau douce

### Super-classe:Chondrichthyens

#### Ordre:Rajiformes

##### Famille:Potamotrygonidae
- Genre Potamotrygon
  - Laraie rivière, Potamotrygon hystrix

### Super-classeOsteichthyens

#### Classe:Sarcopterygii

##### Ordre:Lepidosireniformes

###### Famille:Lepidosirenidae
- Genre Lepidosiren
  - Anguille tété, Lepidosiren paradoxa

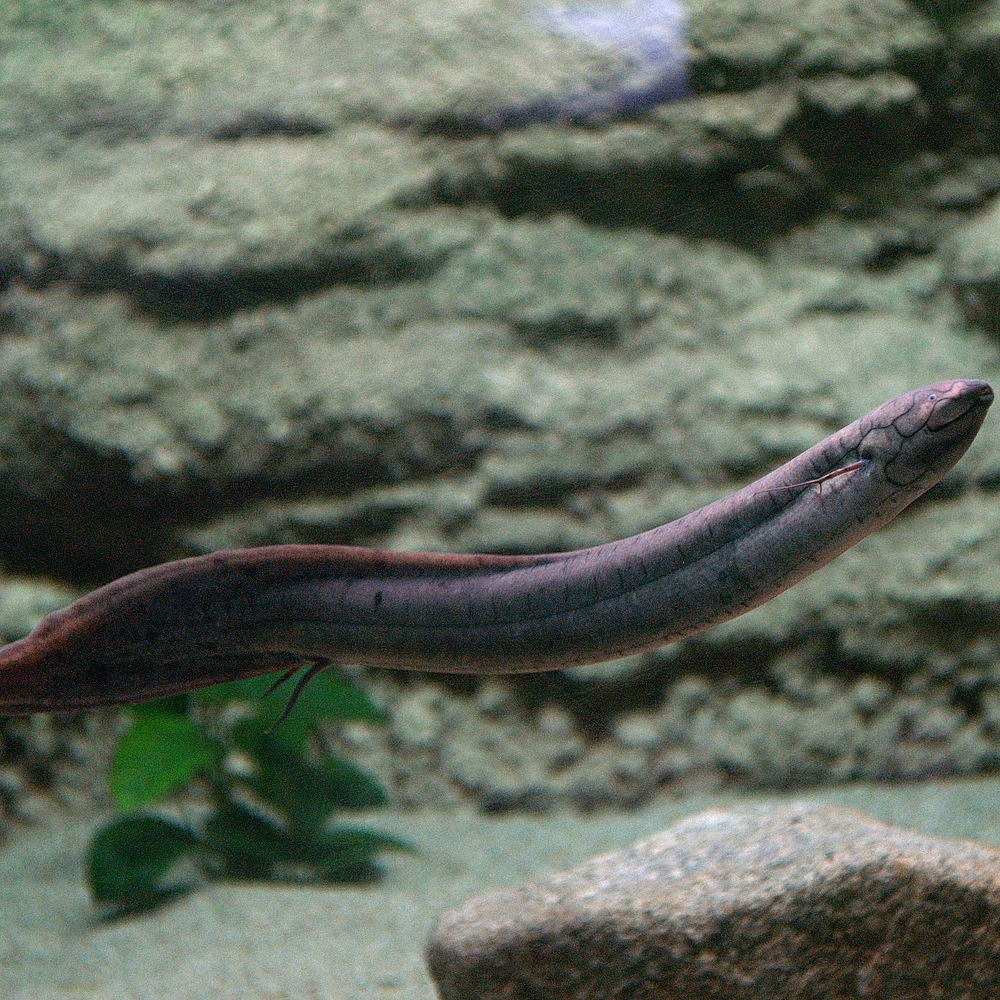
Anguille tété, Lepidosiren paradoxa

#### Classe:Actinopterygii

##### Ordre:Characiformes

###### Famille:Anostomidae
- Genre Caenotropus
  - Yaya, Caenotropus maculosus
- Genre Chilodus
  - Yaya, Chilodus zunevei
- Genre Leporinus
  - Kwachimanman, Roujé, Leporinus fasciatus
  - Carpe, Karp-tanponnen, Leporinus gossei
  - Carpe crique, Carpe rouge, Karp-rouj, Karp-tanponnen, Leporinus granti
  - Karp-blé, Karp-tanponnen, Leporinus lebaili
  - Karp, Leporinus maculatus
  - Carpe rouge, Karp-rouje, Leporinus melanostictus
  - Karp-rouj, Karp-tanponnen, Leporinus nijsseni
- Genre Schizodon
  - Karp-jonn, Karp-réyé, Schizodon fasciatus

###### Famille:Characidae
- Genre Acestrorhynchus
  - Grand dent-chien, Acestrorhynchus falcatus
  - Petit dent-chien, Acestrorhynchus microlepis
- Genre Acnodon
  - Laku, Pacousi, Acnodon oligacanthus
- Genre Astyanax
  - Yaya, Astyanax bimaculatus
- Genre Brycon
  - Moloko blanc, Brycon falcatus
- Genre Chalceus
  - Douanier, Douanier caca, Chalceus macrolepidotus
- Genre Creagrutus
  - Yaya, Creagrutus planquettei
- Genre Crenuchus
  - Yaya, Crenuchus spilurus
- Genre Hemibrycon
  - Yaya, Hemibrycon surinamensis
- Genre Hemigrammus
  - Yaya, Hemigrammus boesemani
  - Yaya, Hemigrammus guyanensis
  - Yaya, Hemigrammus ocellifer
  - Yaya, Hemigrammus rodwayi
  - Yaya, Hemigrammus unilineatus
- Genre Hyphessobrycon
  - Yaya, Hyphessobrycon copelandi
- Genre Metynnis
  - Lime, San sou, Metynnis lippincottianus
- Genre Moenkhausia
  - Clou d'argent, Moenkhausia collettii
  - Yaya, Moenkhausia georgiae
  - Yaya, Moenkhausia inrai
  - Yaya, Moenkhausia surinamensis
- Genre Myleus

- - Koumarou-nwé, Pacou, Myleus pacu

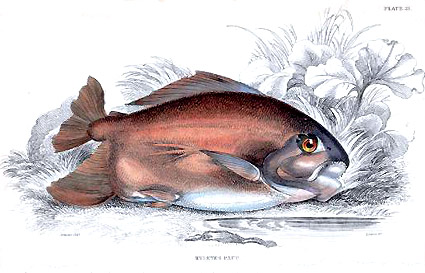
Pacou, Myleus pacu

  - Asitau, Coumarou, Koumarou, Pacou, Pacoucine, Myleus rhomboidalis
  - Pacoucine, Pakousi, Pasina taliliman, Pasina tetakloyem, Myleus ternetzi
- Genre Myloplus
  - kumalu, kumaru, Myloplus planquettei

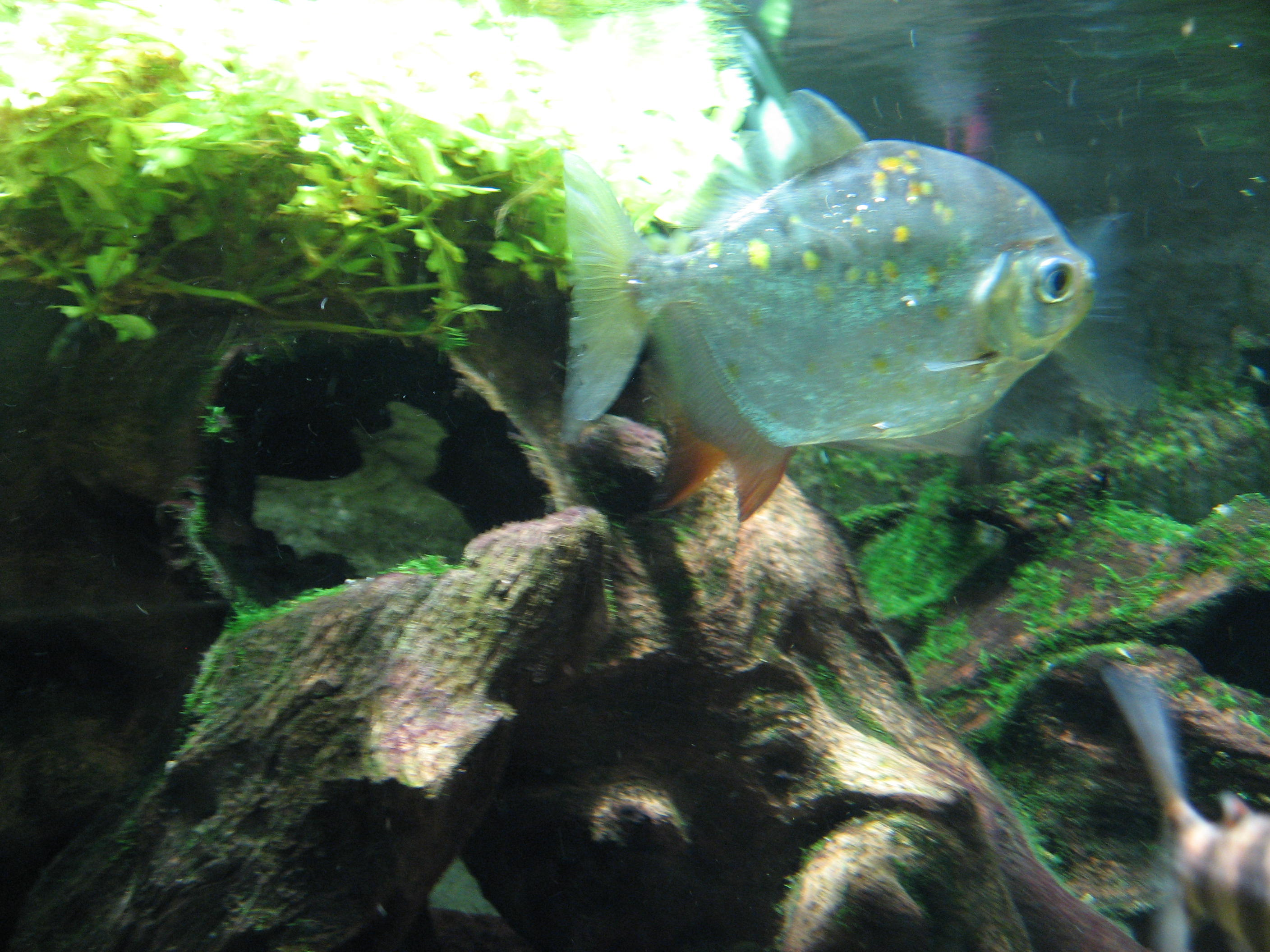
Pacoussine, Myloplus rubripinnis

- - Pacoucine, Pacoutane, Pacoutann, Pakousi, Pasina tanakem, Pasina tikolokem, Yapinan, Myloplus rubripinnis
- Genre Piabucus
  - Sadine, Sardine, Piabucus dentatus
- Genre Poptella
  - Yaya, Poptella brevispina
- Genre Pristella
  - Yaya, Pristella maxillaris

- Genre Pristobrycon

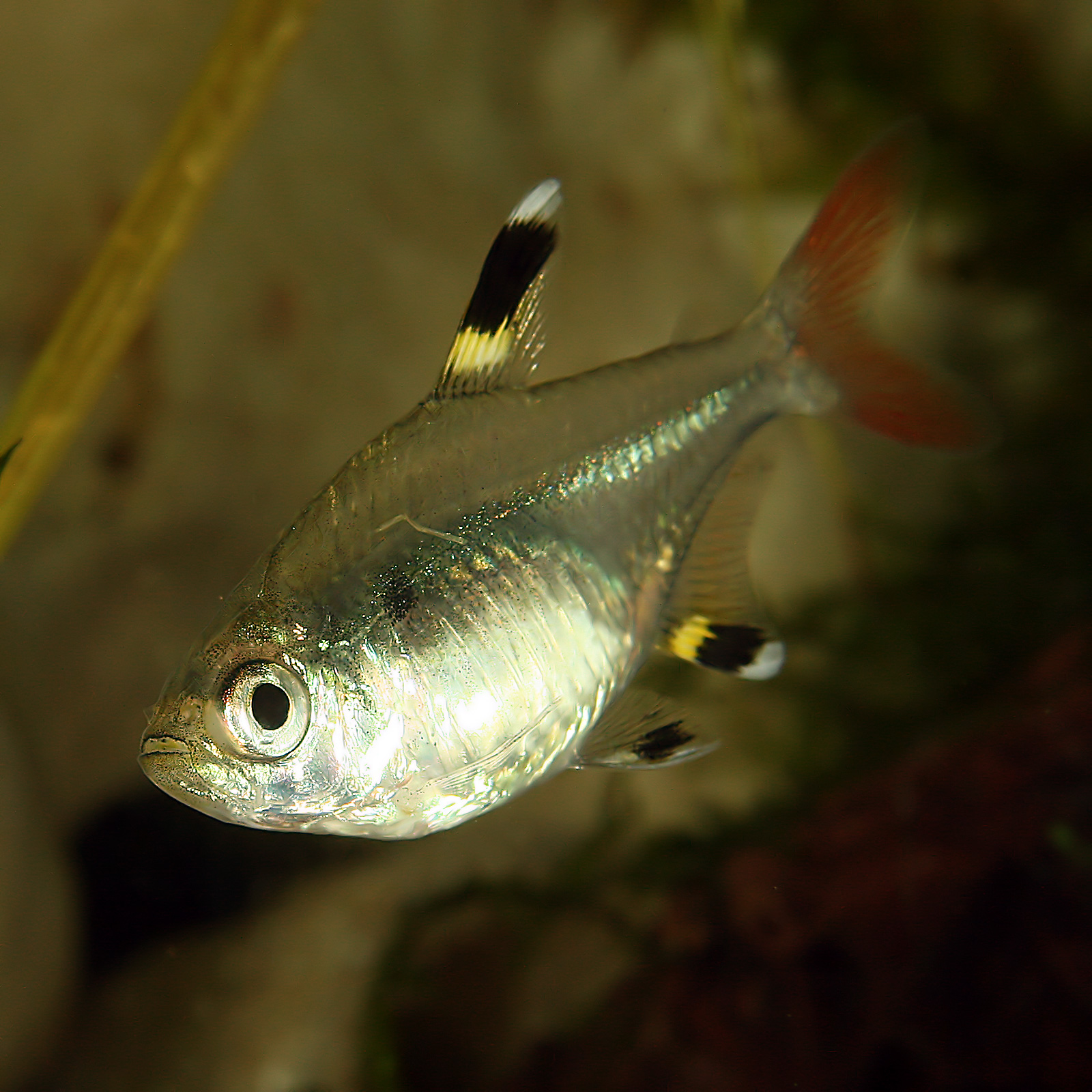
Yaya, Pristella maxillaris

  - Pëne nipima, Piray, Poson cizo, Poson-sizo, Pristobrycon striolatus
- Genre Pygopristis
  - Pilin, Piray, Pireng, Poson sizo, Pygopristis denticulata
- Genre Serrasalmus
  - Ipilay, Pëne nipima, Piray coupeur, Pireng, Poson sizo, Umaya kaigwa, Serrasalmus eigenmanni
  - Piray coupeur, Piraye, Poson sizo, Serrasalmus humeralis
  - Ibap, Pëne, Pilay, Pilin, Piray de nuit, Pireng, Poson sizo, Serrasalmus rhombeus
- Genre Thayeria
  - Yaya, Thayeria ifati
- Genre Tometes
  - Baka kumalu, Kumaru, Pakou, Tometes trilobatus
- Genre Triportheus
  - Moroyo, Triportheus rotundatus

###### Famille:Ctenoluciidae
- Genre Boulengerella
  - Piakoko, Piapoukou, Boulengerella cuvieri

###### Famille:Curimatidae
- Genre Curimata
  - Calouerou, Carpe gros-yeux, Poisson crapaud, Curimata cyprinoides
- Genre Curimatopsis
  - Yaya, Curimatopsis crypticus
- Genre Cyphocharax
  - Curimata, Cyphocharax helleri
  - Coulimata, Coumarou, Courimata, Cyphocharax spilurus
- Genre Prochilodus
  - Colmata, Coulilata, Courimata, Prochilodus reticulatus
  - Colmata, Coulitata, Courimata, Prochilodus rubrotaeniatus
- Genre Semaprochilodus
  - Colmata, Coulilata, Courimata, Semaprochilodus varii

###### Famille:Erythrinidae
- Genre Erythrinus
  - Koulan, Petit coulant, Ti-koulan, Erythrinus erythrinus
- Genre Hoplerythrinus
  - Coulant barré, Koulan, Koulan baré, Hoplerythrinus unitaeniatus
- Genre Hoplias
  - Aïmara, Aymara, Hoplias aimara
  - Patagaïe, Patagaye, Hoplias malabaricus

###### Famille:Gasteropelecidae
- Genre Carnegiella
  - Poson rach, Carnegiella strigata
- Genre Gasteropelecus

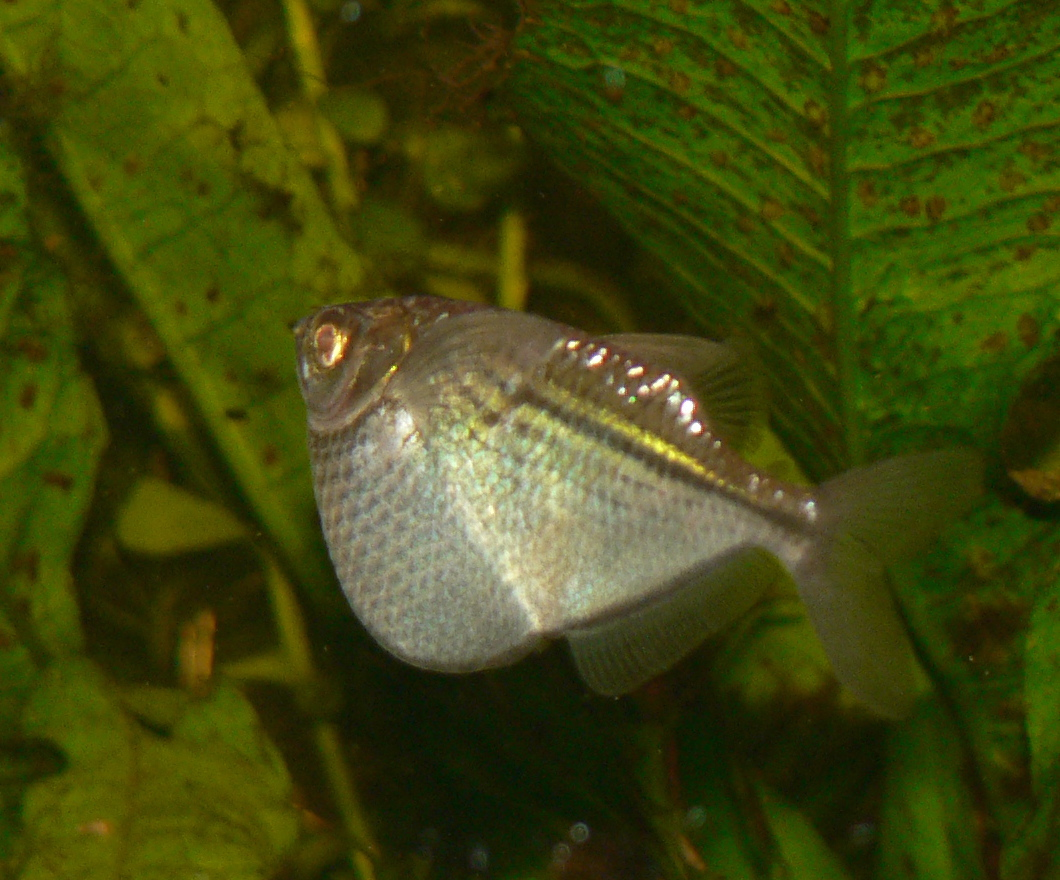
Poson rach, Gasteropelecus sternicla

- - Poson rach, Gasteropelecus sternicla

###### Famille:Hemiodontidae
- Genre Bivibranchia
  - Matoucrabe, Bivibranchia bimaculata
  - Matoucrabe, Bivibranchia simulata
- Genre Hemiodus
  - Karp-jonn, Parasi-so, Hemiodus huraulti
  - Couachi mama, Karp-jonn, Parasi-so, Parassi saut, Rouget, Hemiodus quadrimaculatus
  - Parizien, Poson-bannann, Hemiodus unimaculatus

###### Famille:Lebiasinidae
- Genre Copella
  - Ti-yaya, Copella arnoldi
  - Milé montangn, Milipipi, Mulet montagne, Ti-yaya, Copella carsevennensis
  - Ti-yaya, Copella eigenmanni
- Genre Nannostomus
  - Ti-yaya, Nannostomus beckfordi
  - Ti-yaya, Nannostomus bifasciatus
- Genre Pyrrhulina
  - Milé-montangn, Milipipi, Mulet montagne, Ti-yaya, Pyrrhulina filamentosa

###### Famille:Tetragonopterinae
- Genre Jupiaba
  - Yaya, Jupiaba abramoides
  - Yaya, Jupiaba keithi
  - Yaya, Jupiaba meunieri

##### Ordre:Cyprinodontiformes

###### Famille:Aplocheilidae
- Genre Rivulus
  - Toumblouc, Rivulus agilae
  - Toumblouc, Rivulus geayi
  - Toumblouc, Rivulus igneus
  - Toumblouc, Rivulus lungi
  - Toumblouc, Rivulus marmoratus
  - Toumblouc, Rivulus xiphidius

##### Ordre:Gymnotiformes

###### Famille:Apteronotidae
- Genre Apteronotus
  - Bloblo, Bobo, Apteronotus albifrons
- Genre Porotergus
  - Bloblo, Porotergus gymnotus

###### Famille:Electrophoridae
- Genre Electrophorus

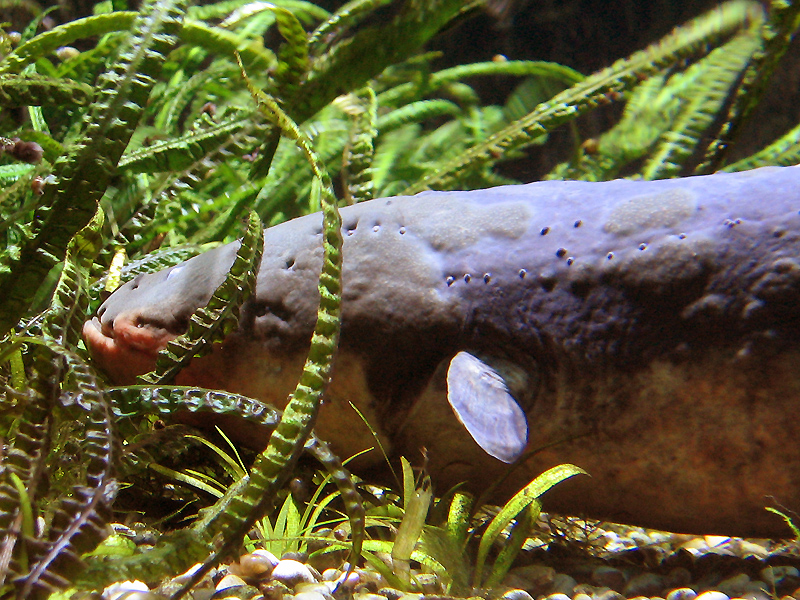
Anguille-tremblante, Electrophorus electricus

- - Anguille-tremblante, Electrophorus electricus

###### Famille:Gymnotidae
- Genre Gymnotus
  - Angi, Anguille, Bloblo, Gymnotus anguillaris
  - Angi, Anguille, Bloblo, Gymnotus carapo

###### Famille:Hypopomidae
- Genre Brachyhypopomus
  - Bloblo, Poson-sab, Brachyhypopomus beebei
  - Bloblo, Poson-sab, Brachyhypopomus brevirostris
  - Bloblo, Poson-sab, Brachyhypopomus pinnicaudatus
- Genre Hypopomus
  - Bloblo, Poisson sabe, Poson-sab, Hypopomus artedi
  - Bloblo, Poisson sabe, Poson-sab, Hypopygus lepturus

###### Famille:Sternopygidae
- Genre Archolaemus
  - Bloblo, Archolaemus blax
- Genre Eigenmannia
  - Bloblo, Poisson sabe, Eigenmannia virescens
- Genre Sternopygus
  - Bloblo, Poson-sab, Sternopygus macrurus

##### Ordre:Osteoglossiformes

###### Famille:Osteoglossidae

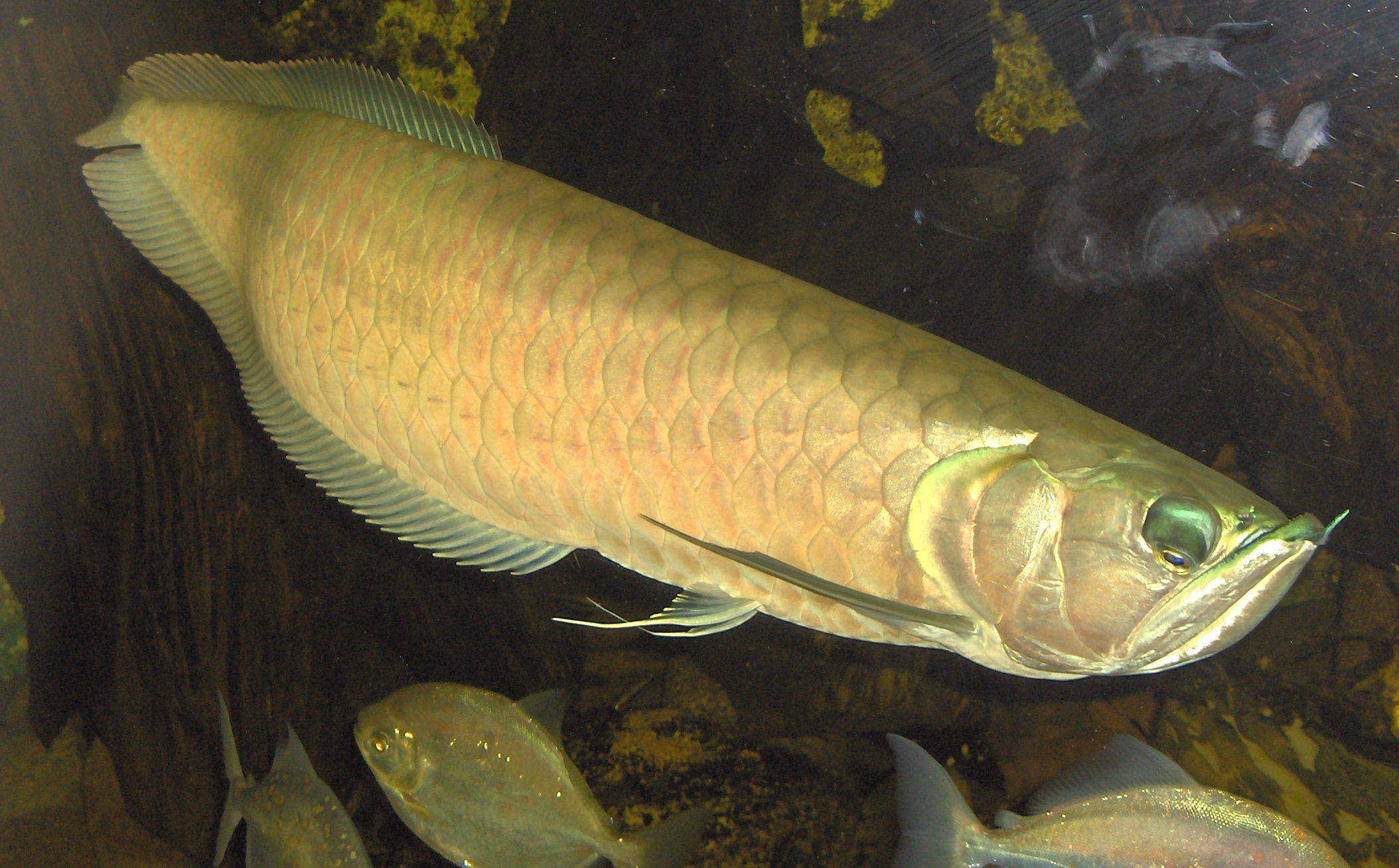
Bayara, Osteoglossum bicirrhosum

- Genre Osteoglossum

- - Bayara, Osteoglossum bicirrhosum

##### Ordre:Perciformes

###### Famille:Cichlidae
- Genre Acaronia
  - Krobié, Paya, Acaronia nassa
- Genre Aequidens
  - Prapra, Aequidens paloemeuensis
  - Prapra, Aequidens tetramerus
- Genre Apistogramma
  - Prapra, Apistogramma gossei
- Genre Astronotus

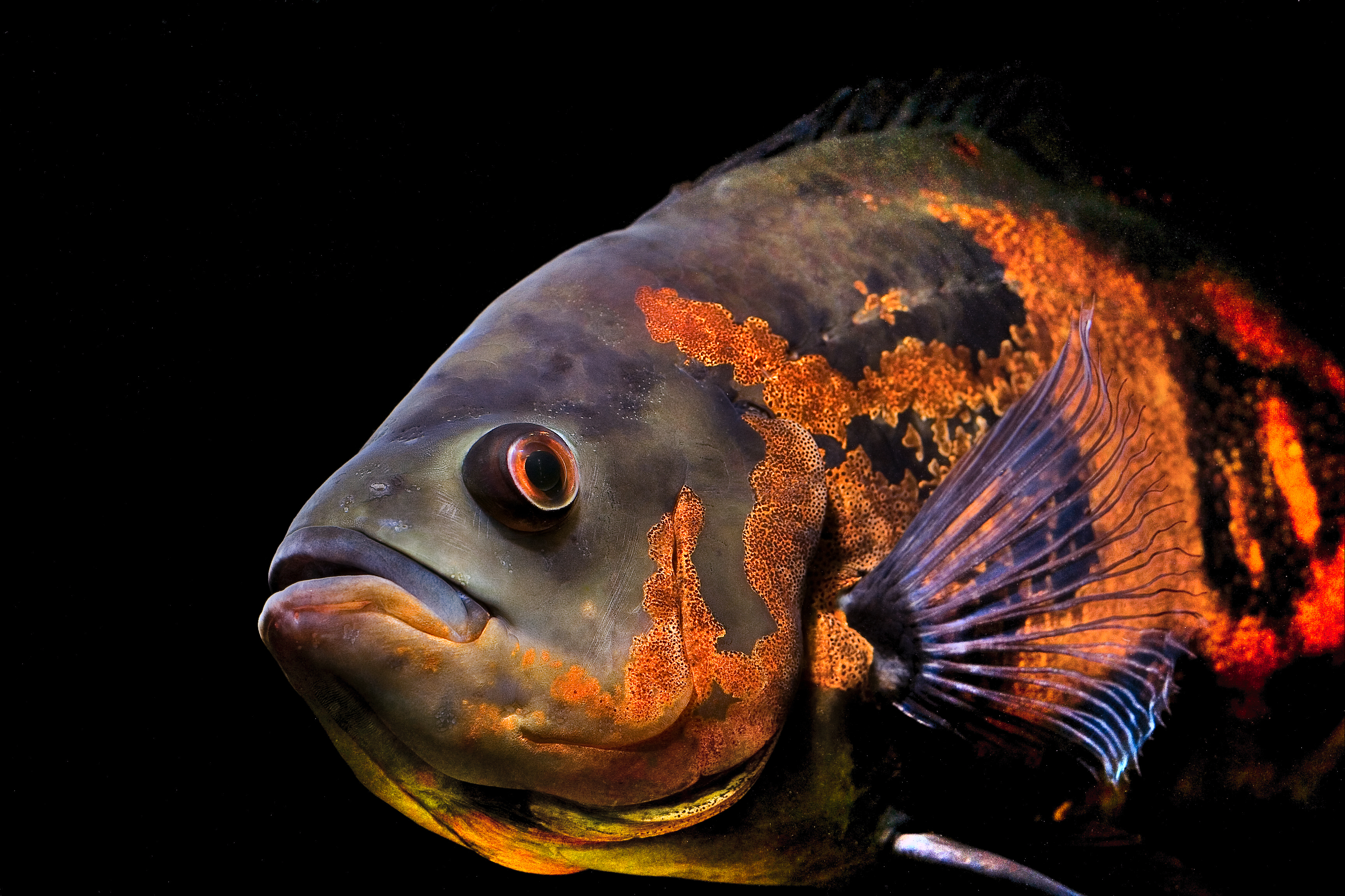
Crombier, Astronotus ocellatus

- - Crombier, Krobié rouj, Paya, Astronotus ocellatus
- Genre Chaetobranchopsis
  - Paya, Chaetobranchopsis australis
  - Krobié jonn, Paya, Chaetobranchus flavescens
- Genre Cichla
  - Kounanni, Toukounaré, Cichla monoculus
  - Kounanni, Toukounaré, Cichla ocellaris
- Genre Cichlasoma
  - Prapra, Cichlasoma amazonarum
  - Prapra, Cichlasoma bimaculatum
- Genre Cleithracara
  - Prapra, Cleithracara maronii
- Genre Crenicichla
  - Angoumot, Marane, Matalé, Mataouri, Ngoumote, Poisson-madame, Crenicichla albopunctata
  - Angoumot, Marane, Matalé, Mataouri, Ngoumote, Poisson-madame, Crenicichla johanna
  - Angoumot, Marane, Matalé, Mataouri, Poson madanm, Crenicichla multispinosa
  - Angoumot, Marann, Matalé, Mataouri, Ngoumote, Poisson-madame, Crenicichla saxatilis
  - Angoumot, Marann, Matalé, Mataouri, Poson madanm, Crenicichla ternetzi
- Genre Geophagus
  - Prapra soléy, Prapra-roche, Prapra-saut, Geophagus camopiensis
  - Prapra roche, Prapra so, Geophagus harreri
  - Prapra roch, Prapra so, Prapra soléy, Geophagus surinamensis
- Genre Guianacara
  - Prapra, Guianacara geayi
  - Prapra, Guianacara oelemariensis
  - Prapra, Guianacara owroewefi
- Genre Heros
  - Krobié, Paya, Heros efasciatus
- Genre Hypselecara
  - Prapra, Hypselecara temporalis
- Genre Krobia
  - Prapra, Krobia itanyi
- Genre Nannacara
  - Ti prapra, Nannacara anomala
  - Ti prapra, Nannacara aureocephalus
- Genre Pterophyllum

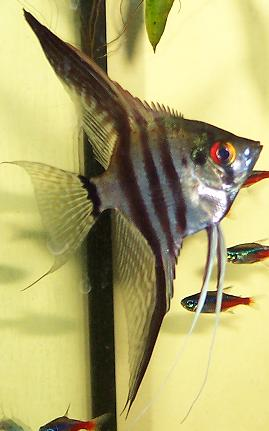
Poson lavwèl (Scalaire), Pterophyllum scalare

- - Poson lavwèl (Scalaire), Pterophyllum scalare
- Genre Retroculus
  - Prapra, Retroculus septentrionalis
- Genre Satanoperca
  - Prapra djab, Prapra roch, Prapra so, Satanoperca jurupari

###### Famille:Eleotridae
- Genre Dormitator
  - Gobie, Dormitator maculatus

###### Famille:Polycentridae
- Genre Polycentrus
  - Poisson feuille, Polycentrus schomburgkii

###### Famille:Sciaenidae
- Genre Cynoscion
  - Akoupa kourtine, Akoupa ti dent, Cynoscion steindachneri
- Genre Plagioscion
  - Acoupa eau douce, Acoupa grosse tête, Acoupa rivière, Akoupa dilo-dous, Akoupa gro-tèt, Akoupa riviè, Plagioscion auratus
  - Akoupa dilo-dous, Akoupa gro-tèt, Akoupa riviè, Plagioscion surinamensis

##### Ordre:Pleuronectiformes

###### Famille:Achiridae
- Genre Apionichthys
  - Sol, Apionichthys dumerili

##### Ordre:Siluriformes

###### Famille:Ageneiosidae
- Genre Ageneiosus
  - Coco sousouri, Jamégouté, Koko sousouri, Manoué, Ageneiosus inermis
  - Jammengouté, Koko sousouri, Mannouwe, Ageneiosus ucayalensis

###### Famille:Ariidae
- Genre Arius
  - Bressou, Arius phrygiatus
  - Bressou, Arius rugispinis
  - Kouman Kouman, Arius Couma
- Genre Aspistor
  - Pitit gueule jonn, Aspistor quadriscutis
- Genre Cathorops
  - Madame macaye, Pitit gueule blanche, Cathorops spixii
- Genre Hexanematichthys
  - Gata fisi, Machoran jonn, Hexanematichthys parkeri

###### Famille:Aspredinidae
- Genre Bunocephalus
  - Croncron, Bunocephalus amaurus

###### Famille:Auchenipteridae
- Genre Auchenipterus
  - Coco eau douce, Koko-merlo, Koko-odou, Auchenipterus nuchalis
- Genre Glanidium
  - Coco tigue, Koko-tig, Glanidium leopardum
- Genre Pseudauchenipterus
  - Coco soda, Koko soda, Koko-dilo-dous, Pseudauchenipterus nodosus
- Genre Tatia
  - Coco tigue, Koko-tig, Tatia brunnea
- Genre Trachelyopterus
  - Anvou, Oyak, Trachelyopterus coriaceus
  - Envou, Oyac, Trachelyopterus galeatus

###### Famille:Callichthyidae
- Genre Callichthys
  - Atipa grand bois, Atipa tête plate, Marche à pied, Marche-à-terre, Callichthys callichthys
- Genre Hoplosternum
  - Atipa, Atipa bosco, Bosko, Hoplosternum littoraleAtipa (Hoplosternum littorale) en Guyane Française
- Genre Megalechis

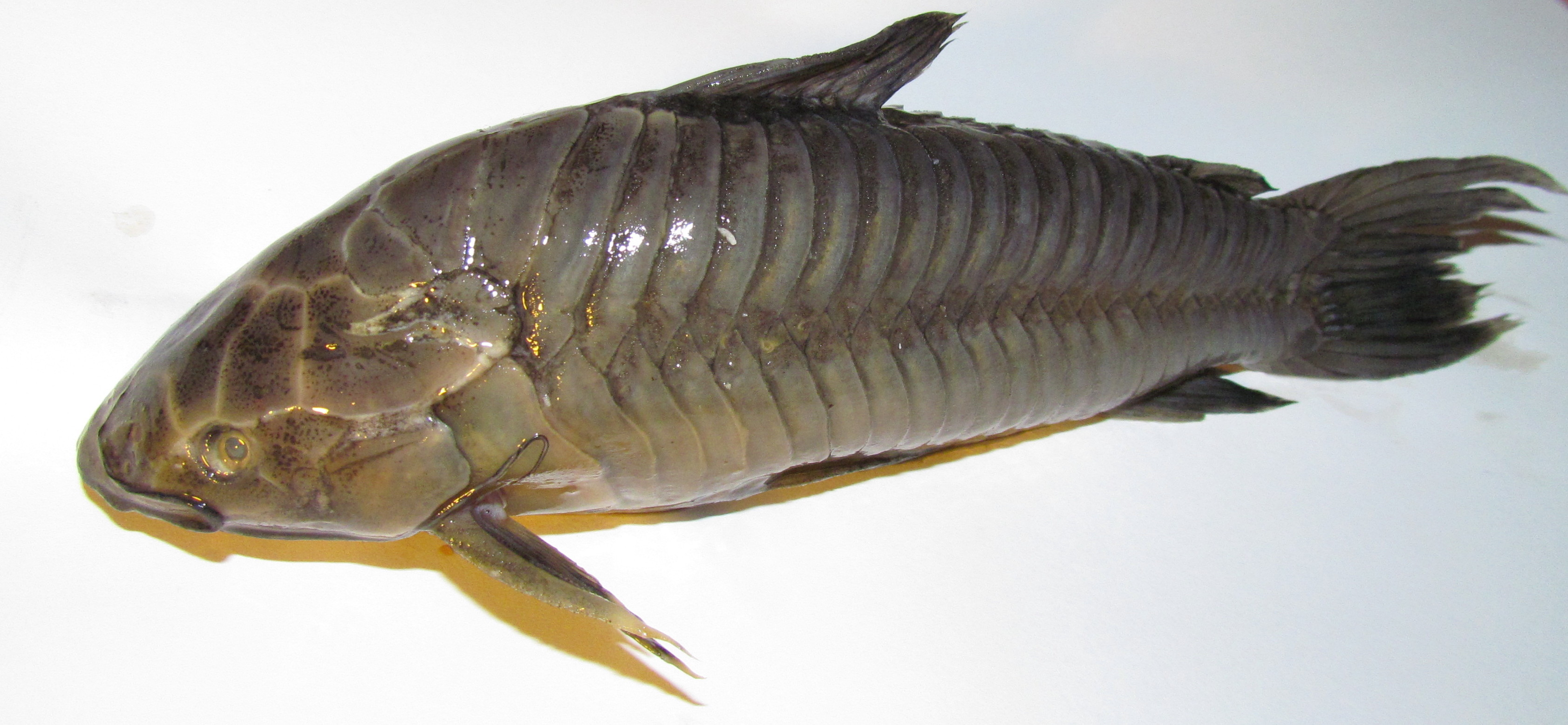
Atipa (Hoplosternum littorale) en Guyane Française

  - Atipa bosco, Atipa rouj, Megalechis picta

###### Famille:Doradidae
- Genre Acanthodoras
  - Cron cron dilé, Acanthodoras cataphractus
- Genre Doras
  - Poson agouti, Doras carinatus

###### Famille:Hypophthalmidae
- Genre Hypophthalmus
  - Jamégouté, Hypophthalmus edentatus

###### Famille:Loricariidae
- Genre Cteniloricaria
  - Achiwa, Chichiwa, Goré, Cteniloricaria fowleri
  - Achiwa, Chichiwa, Goré, Cteniloricaria maculata
- Genre Farlowella
  - Goré-zégwi, Goret, Farlowella reticulata
  - Goré-zégwi, Farlowella rugosa
- Genre Harttia
  - Achiwa, Chichiwa, Goret, Harttia surinamensis
- Genre Hemiancistrus
  - Goré-djab, Hemiancistrus medians
- Genre Hypostomus
  - Goret croncron, Goret rivère, Hypostomus gymnorhynchus
- Genre Loricaria
  - Achiwa, Goret fouet, Loricaria parnahybae
- Genre Metaloricaria
  - Achiwa, Goré, Metaloricaria paucidens
- Genre Pseudancistrus
  - Goré-so, Pseudancistrus barbatus
- Genre Rineloricaria
  - Achiwa, Chichiwa, Goret fouet, Rineloricaria stewarti

###### Famille:Pimelodidae
- Genre Brachyplatystoma
  - Torche, Brachyplatystoma filamentosum
  - Canfranc, Kanfran, Poucici, Brachyplatystoma vaillantii
- Genre Hemisorubim
  - Bata-wi, Hemisorubim platyrhynchos
- Genre Pimelodella
  - Barbe la-roche, Blablaroch, Manini, Pimelodella cristata
  - Blablaroch, Manini, Pimelodella geryi
  - Barbe la-roche, Blablaroch, Manini, Pimelodella macturki
  - Barbe la-roche, Blablaroch, Manini, Pimelodella megalops
  - Blablaroch, Manini, Pimelodella procera
- Genre Pimelodus
  - Caloueri, Kaloueri, Pimelodus blochii
  - Pakira, Pimelodus ornatus
- Genre Pseudoplatystoma

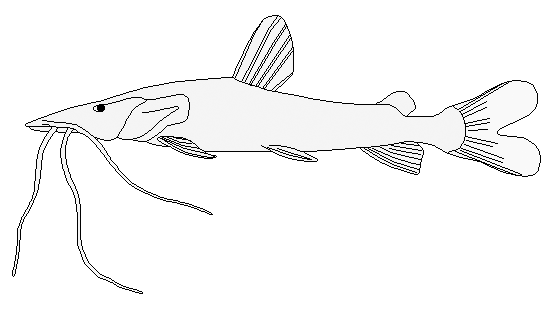
Torche, Pseudoplatystoma fasciatum

- - Coui, Poisson-tigre, Roui, Torche-tigre, Wi, Pseudoplatystoma fasciatum
  - Poson-tig, Torche-tigre, Wi, Pseudoplatystoma tigrinum
- Genre Rhamdia
  - Barbe la-roche, Blablaroch, Poson barb, Rhamdia quelen
- Genre Sciades
  - Pémékou, Sciades herzbergii
- Genre Zungaro
  - Dorad, Zungaro zungaro

###### Famille:Trichomycteridae
- Genre Trichomycterus
  - Candiru, Trichomycterus guianense

##### Ordre:Synbranchiformes

###### Famille:Synbranchidae
- Genre Synbranchus
  - Anguille, Synbranchus marmoratus

##### Ordre:Tetraodontiformes

###### Famille:Tetraodontidae
- Genre Sphoeroides
  - Gro-vant, Sphoeroides testudineus